# Греческая кавалерия в Малоазийском походе

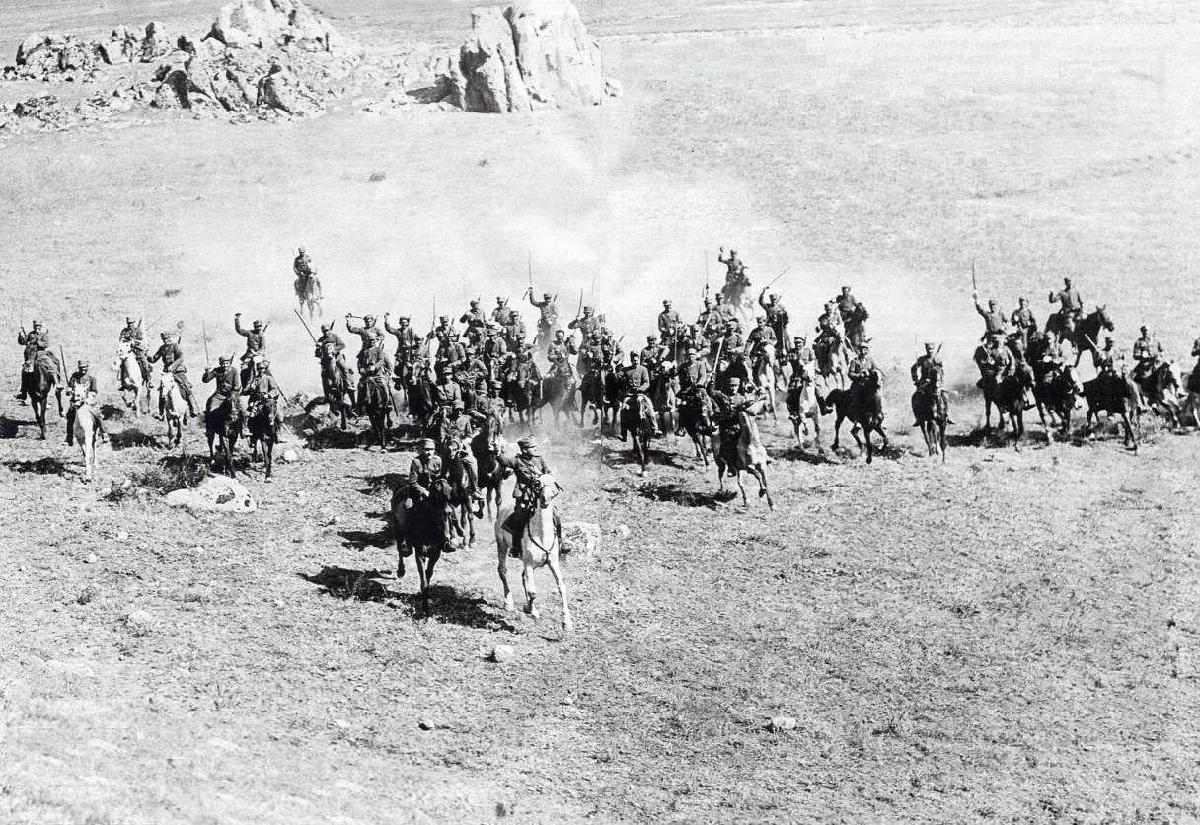
Греческая кавалерия атакует в ходе Малоазийского похода 1919—1922 гг.

Кавалерия Греческого королевства  приняла заметное участие в Малоазийском походе греческой армии.
При всей своей малочисленности, греческая кавалерия результативно сдерживала многократные силы турецкой кавалерии.
Согласно турецким источникам, в ходе Большого турецкого наступления 1922 года турецкая кавалерия превышала в числах греческую в четыре раза (5282 сабель против 1300). Согласно историкам греческого генштаба, на некоторых этапах похода греческая кавалерия насчитывала всего лишь 550 сабель, что делало в этих случаях численное превосходство турецкой кавалерии против греческой десятикратным.
Греческая кавалерия эвакуировалась из Малой Азии в августе 1922 года, сохраняя боевой порядок и при своих конях, что после кратковременной реорганизации позволило ей влиться в т. н. Армию Эвроса, готовую в 1923 году к возобновлению военных действий и повторному занятию Восточной Фракии.

## Предыстория
С окончанием Первой мировой войны Греция была в лагере победителей и ожидала решений Парижской мирной конференции, касательно будущего населённых греками территорий Османской империи. Согласно документам представленным на конференции греческим премьер-министром Венизелосом, в Малой Азии, Фракии и Константинополе, в районах Трапезунда и Адана проживали в общей сложности 2 845 000 греков, что составляло 20 % населения региона.
Однако не следует приписывать Венизелосу идеологему о возрождении Византийской империи, принадлежавшую политику XIX века И. Коллетису.
Венизелос был великим революционером и политиком, он был ирредентистом и при нём территория страны удвоилась. Но прежде всего он был прагматиком, осознавал реальные возможности маленького греческого государства, и всегда учитывал интересы союзников. Согласно современному английскому историку Дугласу Дейкину, территориальные претензии Венизелоса на Парижской конференции не были необоснованными. Из всех стран Антанты претендовавших на подлежавшие разделу османские территории, только Греция, кроме своих исторических прав, могла аргументировать их греческим населением и соседством с этими территориями:334.
К тому же, его претензии ограничились Восточной Фракией, без Константинополя и проливов. Он понимал, что в этом вопросе он встретит противодействие, и его удовлетворял их международный контроль, считая, что таким образом их греческое население и Константинопольский патриархат будут в безопасности:335.
Касательно Малой Азии, он проявил интерес только к прибрежному региону вокруг Измира, полагая, что там, после обмена, можно было бы собрать греческое население Малой Азии. Дакин пишет, что Венизелос был оппортунистом и просто не мог отказаться от представленных возможностей:336.
Заявляя, что после гонений, греческое население Малой Азии не может вернуться к предвоенному статусу, он осознавал, что его успех в Малой Азии будет полностью зависеть от финансовой и военной поддержки союзников.
В силу этого, он не ставил перед собой задач превышающих возможности страны и не имевших международной поддержки. Он игнорировал обращение греков Понта о создании там второго греческого государства и поддержал включение Понта в лоббируемую президентом США Вильсоном Армению.

## Начало Малоазийского похода
Независимо от проявленного Грецией интереса к Малой Азии, высадка греческой армии в Смирне не была инициативой Греции, а была произведена по мандату Антанты и была результатом антагонизмов союзников. Высадка была произведена с уведомлением единственного на тот момент турецкого (султанского) правительства и первоначально имела временный характер.
По мандату Антанты было произведено и расширение плацдарма, с целью подавления зарождающегося движения Мустафы Кемаля.
В 1920 году, также по мандату Антанты, греческая армия заняла Восточную Фракию, после мятежа находившейся там султанской армии. Греческая армия остановилась в 50 км от занятого союзниками Константинополя.
В силу этих фактов, термин греко-турецкая война практически не используется ни греческой, ни турецкой историографией и далёк от исторической действительности. В турецкой историографии это часть войны за независимость и именуется «Западный фронт в войне за независимость» (тур. Kurtuluş Savaşı Batı Cephesi). В греческой историографии событие именуется «Малоазийский поход».
К. Саккеларопулос пишет, что решение Парижской конференции о отправке греческих войск в Малую Азию «было принято для удовлетворения целей, не имеющих отношение к Греции»:A-177.
Х. Дзидзилонис пишет, что события 1919—1922 годов не были войной между Грецией и Турцией. Независимо от того, что в неё была вовлечена в основном греческая армия, первичную роль в ней играли большие империалистические силы Антанты, которые в безудержном антагонизме, боролись за раздел региона и за его нефть.
Он пишет, что греческая армия высадившаяся в Смирне не имела свободы действий. О её действиях решения принимали власти Ближнего Востока, где критерием было удовлетворение нужд политики империалистических сил, в особенности англичан. Для каждого действия греческой армии было необходимо "подтверждение адмирала Калторпа (Somerset Gough-Calthorpe), или, в случае его отсутствия, командующего союзным флотом в Смирне.

## Высадка в Смирне
Согласно 7-й статье Мудросского перемирия между Антантой и потерпешей поражение Османской империей, союзники имели право на оккупацию любого города имеющего стратегическое значение. На Смирну претендовала Италия, чьи войска находились южнее Измира. Чтобы ограничить амбиции Италии, союзники приняли решение предоставить оккупацию Измира Греции:132.
13 мая «Совет Четырёх» (Великобритания, Франция, Италия, США) признал за Грецией право на оккупацию Смирны, о чём было уведомлено султанское правительство. Много позже, уже после Малоазийской катастрофы, Клемансо писал Венизелосу: «Решение о де-факто оккупации Смирны и её региона было принято только из-за существования определённых условий, и не могло создать права на будущее. Это была только временная мера, которая оставляла Конференции абсолютную свободу решить возникающие из Восточного вопроса проблемы, в соответствии с общей ситуацией и пожеланиями и интересами интересующихся сторон».
Для операции была задействована Ι греческая дивизия.
Хотя речь шла о временной оккупации региона, её солдаты сочли событие как начало освобождения древних греческих земель Ионии и её коренного греческого населения. Отражая этот исторический факт, английский историк Дуглас Дейкин именует последовавший Малоазийский поход «Четвёртой Освободительной войной Греции»:333.
Высадка началась 2/15 мая и предполагалась мирной. В турецких казармах находилось 4 тыс. солдат и жандармов. Итальянцы не успокоились с потерей Измира. Они вооружили лодочников и выпустили из тюрьмы уголовников.
Когда началась высадка и греческое население приветствовало своих освободителей, началась стрельба из лодок, а находившиеся в толпе уголовники наносили встречающим ножевые ранения. В дело подключились вооружённые турецкие солдаты и жандармы. 4й греческий полк навёл порядок через час, взяв плен 540 турецких солдат и жандармов. 2 тысячам вооружённых турок удалось уйти, положив начало как турецкому сопротивлению, так и зверствам по отношению к безоружному греческому населению. Историк Т. Герозисис отмечает, что высадка была произведена «с некоторыми ошибками», что дало туркам возможность оказать «какое то сопротивление», «для создания впечатлений и обеспечения политических целей»:364.

## Расширение плацдарма
6 мая 1919 года Межсоюзнический совет, в составе президента США Вильсона, премьер-министров Великобритании Дэвида Ллойд Джорджа, Франции Жоржа Клемансо и министра иностранных дел Италии Сиднея Соннино, провёл экстренное совещание. Венизелос попросил разрешения на расширение плацдарма Смирны, с тем чтобы получить возможность для отражения турецких чет и обеспечить возвращение 300 тысяч беженцев, нашедших убежище на греческих островах после резни греческого населения во время Первой мировой войны. Разрешение было дано и греческая армия, по выражению историка Я. Капсиса была готова «освободить священные земли, после 5 веков оккупации иноземцами»:44-45.
К концу мая, c согласия союзников, греческие войска заняли весь вилайет Смирны, а с ростом налётов турецких чет на зону оккупации стали расширять её уже без согласия союзников:154:76-83.

### Высадка 3го кавалерийского полка
Расширение плацдарма и удаление линии контроля от побережья потребовали отправку в Азию новых частей, в частности кавалерийских.
Первой кавалерийской частью посланной в Азию был 3й кавалерийский полк, состоявший из четырёх ил и пулемётного дивизиона. Полк под командованием полковника Георгия Скандалиса прибыл в Смирну 31 мая, будучи переправлен морем из Восточной Македонии. Полк временно расположился в пригороде Мерсинли и предоставил свои части для отражения налётов турецких чет в следующих секторах:
Долины рек Кайкос (сектор Пергама), Эрмис (сектор Магнисии), Кестрос и Меандр (сектор Айдына).
Период до мая 1920 года был периодом вынужденного ожидания. Однако деятельность греческой кавалерии была значительной, подтверждается тем фактом, что генерал Нидер, который на тот момент был командующим экспедиционным корпусом, был запрошен генштабом вернуть 3й кавалерийский полк в Западную Фракию, но доложил командованию, что пребывание полка в Малой Азии крайне необходимо.
3й кавалерийский полк состоял в июне из четырёх ил и одного дивизиона пулемётов. Полк находился под командованием полковника Георгия Скандалиса.
Кавалерия оказала содействие в занятии греческой армией регионов Пергама 20 июня и Айдына 3 июля
Один эскадрон был послан в Сарды, где разгромил и рассеял собравшиеся там турецкие силы.
Последние действия 3го кавалерийского полка были связаны с устроенной турками резнёй населения в в Айдыне. События в Айдыне вынудили греческое правительство срочно усилить экспедиционную армию и назначить её командующим Леонида Параскевопулоса. Война со стороны турок приняла характер этнических чисток. Я. Капсис, историк и бывший министр иностранных дел, пишет, что резня в Айдыне должна была лишить сомнений как союзников, так и греческое руководство в том, что случится с населением Ионии, когда греческая армия уйдёт из региона.
При этом, согласно Х. Дзиндзилонису, греческая армия потеряла национальный характер и превратилась в экспедиционный корпус Министерства колоний Англии. Характерна телеграмма Венизелоса из Лондона командующему Параскевопулосу: «Английский военный министр уполномочил генерала Милна, если он сочтёт нужным, разрешить нашим войскам, в случае турецкой атаки, преследовать их и более трёх километров, при условии что после завершения операции, наши войска вернуться в пределы линии оккупации».

## Операции 1920 года

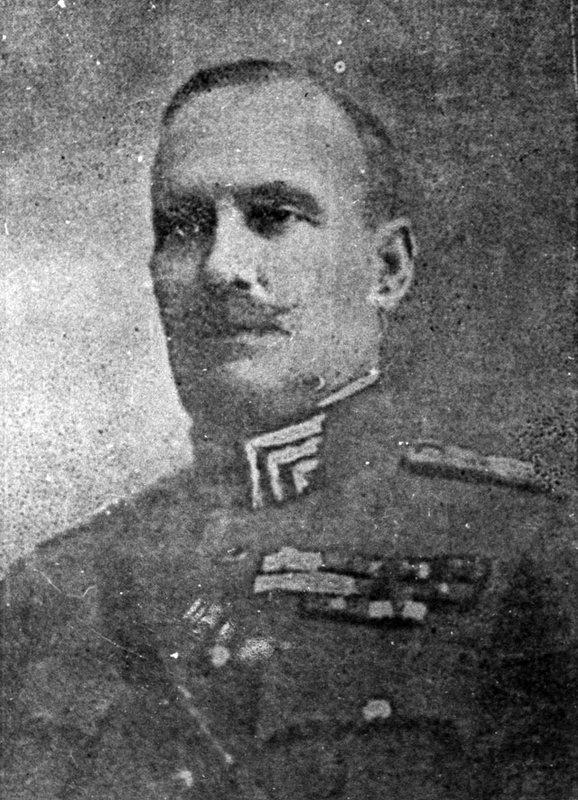
Полковник Василис Панусопулос — командир 1-го кавалерийского полка

29 января, в силу эскалации военных действий и удлинения линии фронта, было принято решение усилить Армию Малой Азии.
Среди присланных частей был и воссозданный 1-й кавалерийский полк, под командованием полковника Василиса Панусопулоса. Полк прибыл морем в Смирну в начале февраля и расположился в пригородном греческом селе Парадисос.
Силы кемалистов в Малой Азии непрерывно росли, и переход на их сторону султанской армии Фракии вынудил союзников дать Греции мандат на занятие Восточной Фракии, с тем, чтобы греческая армия вышла к Дарданеллам и обеспечила безопасность Проливов.
Для проведения операции план греческой армии предусматривал занятие порта Панормос на малоазийском побережье Мраморного моря и вифинийской Прусы. До начала операции греческий штаб счёл необходимым занятие Филадельфии.
Наступление началось 9 июня и предусматривало разгром кемалистов в регионах Салихлы — Филадельфия (долина реки Эрмос) и Аксариос — Сарханли (долина реки Иллос). 3-й кавалерийский полк под командованием подполковника Эммануила Матьюдакиса и 1-й кавалерийский полк под командованием В. Панусопулоса были сведены в кавалерийскую бригаду под командованием Панусопулоса. Бригаде был дан приказ расположиться за XIII дивизией, прикрыть её левый фланг и действовать развивая успех дивизии. Однако возникшая необходимость в кавалерийских силах вынудила генштаб предоставить силы 3-го кавалерийского полка III корпусу армии Смирны, который в свою очередь выделил ΙΙ эскадрон И. Цангаридиса с пулемётным взводом XIII дивизии, оставив за собой командование всеми своими силами. Для выполнения поставленных задач у Кавалерийской бригады остался только 1-й кавалерийский полк.

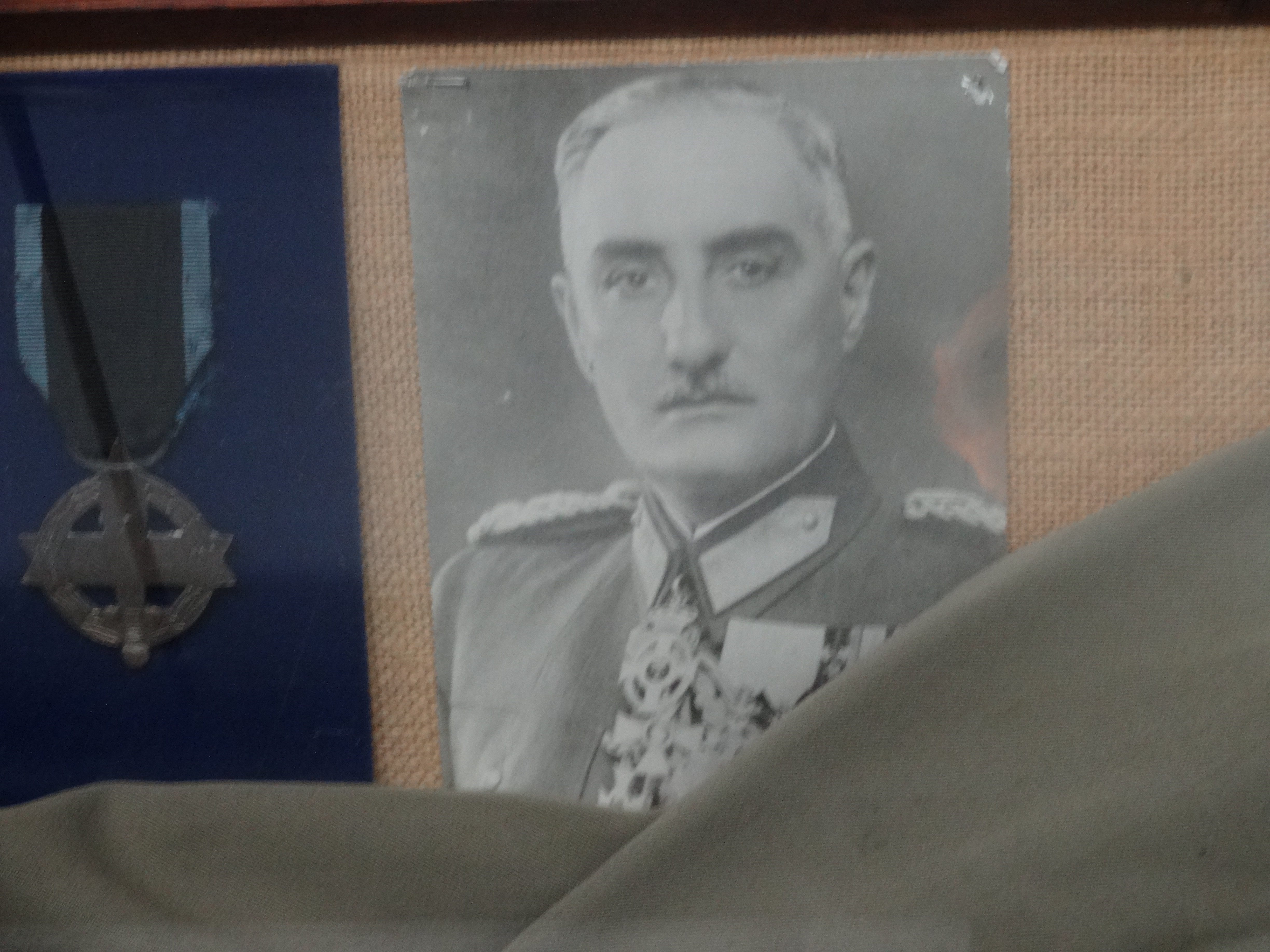
Стенд, посвящённый генерал — майору кавалерии Иоаннису Цангаридису в Военном музее Афин

Характерными операциями этого периода были пеший бой эскадрона Цангаридиса в Керемец 9 июня, конная атака 1-го полка против оборонявшихся в Бин-Тепе турецких кавалерийских частей 10 июня, пеший бой, а затем конная атака эскадрона Цангаридиса против турецкой пехоты 11 июня, занятие в тот же день 1-м кавалерийским полком Филадельфии, занятие 3-м кавалерийским полком под непосредственным командованием командира корпуса Смирны генерала Димитриса Иоанну, Аксариона 10 июня и Кыркагача, занятого после пешего боя эскадрона Г. Яннакопулоса и конного манёвра полуэскадрона дивизии Архипелага. Последний сумел занять город Сома, куда вскоре прибыл и командующий корпуса Армии Смирны, во главе 3-го кавалерийского полка.
12 июня, по получении приказа остановить наступление, 1-й кавалерийский полк находился в регионе Филадельфии, в то время как 3-й кавалерийский полк, за исключением одного эскадрона находившегося в Сома, получил приказ оставаться в Гелебе, куда он прибыл на момент прекращения наступления.
15 июня командование в очередной раз сформированной кавалерийской бригады принял полковник Панайотис Николаидис, который с штабом обосновался в Аксарио.
16 июня командиром 3-го кавалерийского полка был назначен подполковник Эвангелос Кузис. В тот же день операции были возобновлены, греческая армия развернула фронт к северу, с целью разгромить кемалистов, собравшихся в регионах городов Адрамитион (Эдремит), Киресун и Балук Эссер, вдоль железной дороги к порту Панормос (Бандырма) и занять эти территорий. Операциями руководил лично командующий Экспедиционной армии генерал Леонидас Параскевопулос. Согласно приказу Армии, местом сбора кавалерийской бригады был назначен Гелебе.
Однако сбор бригады в указанном месте не был достигнут до 16 июня, и 1-й эскадрон 1-го кавалерийского полка под командованием В. Иоаннидиса был передан Дивизии Смирны. Наступая впереди дивизии, эскадрон достиг местечка Эчбач 17 июня и занял позиции на окружающих высотах, с тем, чтобы отрезать путь турецкой колонне, отступавшей к северу. Здесь эскадрон подвергся атаке турецкой кавалерии. Греческие кавалеристы отбили атаку и преследовали врага.
Как следствие, двигавшуюся к северу турецкую пехоту обуяла паника, в результате чего греческие кавалеристы зарубили около 200, взяли в плен более тысячи турецких солдат и захватили большое число пулемётов.
Вечером 18 июня был наконец достигнут намеченный сбор бригады в районе Ментехора северо-западнее Балук Эссера. 20 июня было завершено создание штаба Бригады, который возглавил И. Цангаридис.
В тот же день командование 1-м кавалерийским полком принял подполковник Андреас Лагурас.
25 июня кавалерийская бригада, двигаясь от Кремасти к Прусе, натолкнулась на укреплённые турецкие позиции в 10 км западнее Прусы.
Бригада начала бой, в который была вовлечена и дивизия Архипелага с её артиллерией, которая сломив сопротивление турок, преследовала их к востоку.
Преследуя врага 3-й кавалерийский полк вступил в Прусу. Преследование продолжилось на 15 км восточнее города. Турки побросали оружие и побежали в поля, где многие из них были зарублены греческими кавалеристами. Более 200 турецких солдат были взяты в плен.
До 28 июня бригада оставалась в Прусе, после чего перешла на 7-й километр дороги Пруса — Муданья, где 1-й кавалерийский полк получил приказ перейти в Муданья для отправки морем в Восточную Фракию, а штаб бригады вместе с 3-м полком получили приказ передислоцироваться в регион города Панормос.

## Занятие Восточной Фракии
Между операциями лета 1920 года и марта 1921 года вклинивается эпизод по занятию Восточной Фракии греческой армией.

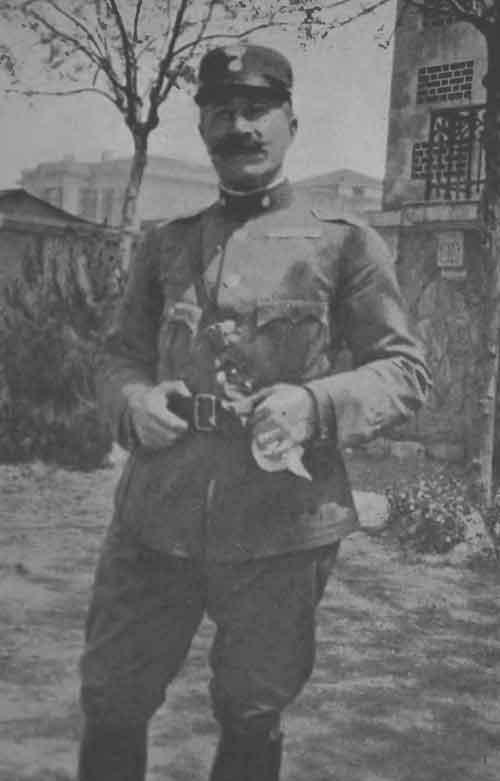
Подполковник кавалерии Эпаминондас Зимвракакис на Салоникском фронте Первой мировой войны

Командующим Греческой армии Фракии был генерал-майор кавалерии Эпаминондас Зимвракакис, в то время как Турецкой армией Фракии командовал командир I корпуса полковник Джафер Таяр.
Операции начались 7 июля 1920 года, продолжились 7 дней и завершились 13 июля.
В ходе операции была произведена высадка в Редестос (Текирдаг) на фракийском побережье Мраморного моря «Дивизии Смирны», которая была поддержана наступлением IX дивизии и «Дивизии Ксанти», выступивших из Западной Фракии и форсировавших реку Эврос.
1й кавалерийский полк был перевезен из Муданья морем в Александруполис и расположившись у монастыря Дадья, в 8 км к югу от Суфли перешёл Эврос 11 июля.
Штаб Кавалерийской бригады с 3 м кавалерийским полком (за исключением его 3й илы) высадились в Редестос 9 июля.
Кавалерия участвовала в атаке взвода 1-й илы 1-го полка 11 июля в Дар Дера в 6 км северо-западнее Баба Эски против 25 турецких всадников, пытавшихся бежать на территорию Болгарии.
Среди них был командующий турецкой Фракийской армии Джафер Тайяр, который был одет в гражданские одежды.
Таяр, не опознанный греческими кавалеристами, в ходе преследования пал со своей лошади и оставался без сознания несколько часов.
Греческие кавалеристы сочли его мёртвым и оставили на месте падения.
Когда он пришёл в себя и стал бродить у села Бостанли, то был познан греческими крестьянами, которые взяли его в плен и передали греческой армии.
В операциях приняла участие и ила греческой Фракийской армии, под командованием Михаила Кавракоса, которая по завершении операции влилась в Кавалерийскую бригаду и была передана 3му полку.
После завершения операции, в первой половине августа Кавалерийская бригада была перевезена морем в Смирну.
1й полк расположился в Парадисос, 3й полк в южных окрестностях Смирны.
В сентябре в составе Бригады была сформирован конный дивизион пулемётов из двух батарей 3го полка и пулемётного соединения 1го полка.
В этот период командование Бригадой принял полковник Николаос Спиропулос, под командованием которого Бригада перешла в регион Магнисии (Маниса) — Касаба.

## Политические потрясения конца 1920 года
Севрский мирный договор 10 августа 1920 года закрепил регион Смирны за Грецией:340.
Номинально регион оставался турецким, с перспективой решения его судьбы через 5 лет, на референдуме населения.
Договор был подписан султаном, но не признан движением кемалистов.
После дипломатических и военных побед Э. Венизелос согласился провести выборы, уверенный в своей победе:A-187.
Монархистская «Народная партия» провела предвыборную кампанию под лозунгом «мы вернём наших парней домой». Получив поддержку, значительного тогда, мусульманского населения, на выборах 30 ноября победили монархисты:A-188.
Победа монархистов нанесла удар внешнеполитическим позициям Греции. Союзники заявили, что в случае возвращения в Грецию германофила короля Константина они прекратят финансовую помощь:345 и заморозят кредиты.
Возвращение Константина 6/19 декабря:29) освободило союзников от обязательств по отношению к Греции. У. Черчилль, в своей работе «Aftermath» (стр. 387—388) писал: «Возвращение Константина расторгло все союзные связи с Грецией и аннулировало все обязательства, кроме юридических. С Венизелосом мы приняли много обязательств. Но с Константином, никаких. Действительно, когда прошло первое удивление, чувство облегчения стало явным в руководящих кругах. Не было более надобности следовать антитурецкой политике»:30.
В отличие от франкоитальянских союзников, которые обеспечив свои интересы, заключили сепаратный мир, правительство монархистов не могло выйти из войны не разрешив вопрос с греческим населением Малой Азии.
Кемалисты продолжали младотурецкую политику геноцида коренного христианского населения Малой Азии и резня в Айдыне и в Вифинии лишили греческое руководство сомнений в том, что случится с населением Ионии, когда греческая армия уйдёт из региона:169.
Н.Псирукис писал, что народ дал свой голос монархистам за их пацифистскую демагогию, однако они предпочли продолжить войну в абсолютно неблагоприятных условиях — Константин заявил о силовом решении вопроса:34.

## Разведывательный рейд января 1921 года
До 1921 года экспедиционная армия была связана обязательствами перед союзниками и военные операции, будучи под их контролем и с уведомлением султанского правительства, имели ограниченные масштабы.
В тот же период кемалисты наращивали силы не признавая Севрский мир.
В атмосфере напряжённых отношений с союзниками, правительство монархистов поставило себе целью силой вынудить кемалистов к миру.
Новое командование экспедиционной армии приняло решение совершить разведывательный рейд за пределы зоны установленной Севрским договором.
Рейд преследовал несколько целей:
- Разогнать силы кемалистов собравшиеся у греческой зоны в регионе Биледжик — Каракёй — Боз Эюп.
- Разведать возможности только что созданных регулярных турецких дивизий.
- Изучить боем топографию региона для подготовки будущего «Весеннего наступления».

Для разведывательного рейда новый командующий экспедиционной армии, генерал А. Папулас, счёл достаточным задействовать полторы дивизии — «Дивизию Архипелага» и часть «Дивизии Смирны», получившей название «Отряд дивизии Смирны».
Крайней точкой греческого продвижения стали укреплённые позиции на высотах Ковалджа, которые были заняты 6-м полком «Дивизии Архипелага»
Греческое командование сочло задачу выполненной — разведка была совершена, концентрация турецких войск была разогнана, железная дорога была разрушена — и приняла решение вернуться на исходные позиции.
В силу этого решения, сложилась необычная ситуация, когда турки отошли на восток, а греки на запад, считая операцию законченной.
Потери двух сторон были незначительными.
Но кемалисты немедленно использовали отход греческих частей в пропагандистских целях — это был первый раз в течение 2 лет после высадки экспедиционной армии в Малой Азии, когда регулярные дивизии кемалистов встали перед греческими дивизиями. У кемалистов был огромный политический интерес преподнести бой при Инёню как победу в названном ими (Первом) Сражении при Инёню.
Однако современный английский историк Дуглас Дакин посвящает этому раздутому военно-политической пропагандой событию всего лишь два лаконичных предложения:

«В январе 1921 года Третий корпус (греческой армии) произвёл разведывательные операции к Эскишехиру, в которых подавил сопротивление турецких сил, но отошёл к Прусе согласно полученным приказам. Было ещё рано (для греков) наступать». — 
В этой, ограниченных масштабов, военной операции греческое командование не сочло необходимым привлечь свои кавалерийские силы.

## Весеннее наступление 1921 года
Получив необходимую информацию, после январского рейда, греческое командование приняло решение начать в марте более масштабное наступление в том же направлении — к Эскишехиру и Афьонкархисару с целью разгромить кемалистов и принудить к миру.
Согласно греческой «Военной энциклопедии», на начало операции III корпус насчитывал 16 тыс. пехотинцев и 1300 кавалеристов.
Кемалистам удалось остановить продвижение III корпуса на высотах Авгина при Инёню.
Историки как греческого, так и турецкого генеральных штабов приводят примерно одинаковые цифры потерь: турецкие потери убитыми 681 человек, 1369 пропавших без вести и пленных, греческие потери убитыми 707 человек, 503 человек пропавшими без вести.
Но не цифры примерно равных потерь определяли успех кемалистов при Инёню.
Турки законно сочли этот успех своей победой, поскольку это был первый раз с высадки греческой армии в мае 1919 года, когда им удалось остановить её непрерывное продвижение.

### Кавалерия в «Весеннем наступлении»
Кавалерийская бригада, командование которой 20 января 1921 года перешло от полковника Рикакиса к полковнику Спиропулосу, передислоцировлась из Муданья в Прусу.
Бригада включала в себя 1й кавалерийский полк, под командованием полковника Георгия Линараса, и 3й полк, под командованием полковника Стаматиса Стайкоса
Бригаде был придан артиллерийский дивизион, под командованием полковника Николаоса Вартиса, конная артиллерийская батарея под командованием капитана Александра Асимакопулоса а также отряд диверсантов.
В начале февраля Бригада прибыла в Прусу в распоряжение III Корпуса.
Бригаде была поставлена задача атаковать из региона Ван силы кемалистов и или обойдя отсечь их силы и занять Эскишехир.
Наступление к Эскишехиру началось 10 марта.
Бригада, в авангарде Χ дивизии, выступила в 06:30, за исключением 1го эскадрона 1го полка, который был передан III дивизии.
В 07:00, в теснине Куюн Хиссар, Бригада без особого труда сломила сопротивление турецкой кавалерии.
В 11:00 Бригада сломила сопротивление одного полка турецкой кавалерии в Ени Шехире и расположилась там.
11 марта Бригада прибыла в Кепелер, обойдя очаги турецкой обороны.
Там командование пулемётным дивизионом принял И. Цангаридис, в то время как его обязанности начальника штаба Бригады принял полковник Стайкос, который до того был командиром 3го полка.
Командование 3 м кавалерийским полком принял полковник Н.Вартис.
На следующий день Бригада заняла Биледжик и продолжила наступление преодолевая сопротивление турок, пока не остановилась перед укреплёнными турецкими позициями в Авгине (Ак Бунар).
Эти события вынудили III Корпус внести коррекцию в первоначальный генеральный план.
Бригада получила приказ Корпуса обойти турецкие позиции в Авгине и в 12:30, спешившись, вступила в многочасовой и ожесточённый бой с мобильными частями на турецком фланге.
И в последующие дни Бригада вела бои пешим строем, прикрывая отход греческих частей, получивших приказ прекратить наступление и препятствуя многочисленной турецкой кавалерии следовать за отходящими частями.
20 марта полковник Н. Вартис, во главе 1й илы своего полка произвёл атаку в Айнегёле и рассеял турецкую кавалерию, пытавшуюся атаковать позиции его полка.
Вечером 22 марта Бригада вернулась в Кестел, в 10 км к востоку от Прусы, и расположилась там.
Здесь с ней воссоединились 1й эскадрон 1го полка и конная артиллерийская батарея.
Штаб Бригады возглавил подполковник Александрос Папагос (в будущем маршал и премьер-министр Греции).

## Большое летнее наступление 1921 года
Не достигнув поставленных задач в Весеннем наступлении, монархистское правительство убедилось что армия кемалистов окрепла и стала боеспособной.
Но несмотря на прекращение материальной и финансовой помощи со стороны союзников, оно не отказалось от идеи принудить кемалистов к миру силой.
Преследуя эту цель, правительство было вынуждено провести мобилизацию дополнительных сил и организовать наступление уже всеми тремя армейскими корпусами, которыми располагала Малоазийская армия.
В результате сражения 27 июня — 10 июля греческие войска нанесли поражение туркам под в районе Афьонкарахисар — Эскишехир. Но победа в самом большом сражении войны оказалась лишь тактической, задуманная стратегическая победа не состоялась.
Греческая армия сломила сопротивление турок, заняла Афьон-Карахисар, Эскишехир и соединяющую их железнодорожную линию. Но турки успели выйти из окружения и произвели стратегический отход на восток за реку Сакарья.

### Кавалерия в Большом летнем наступлении

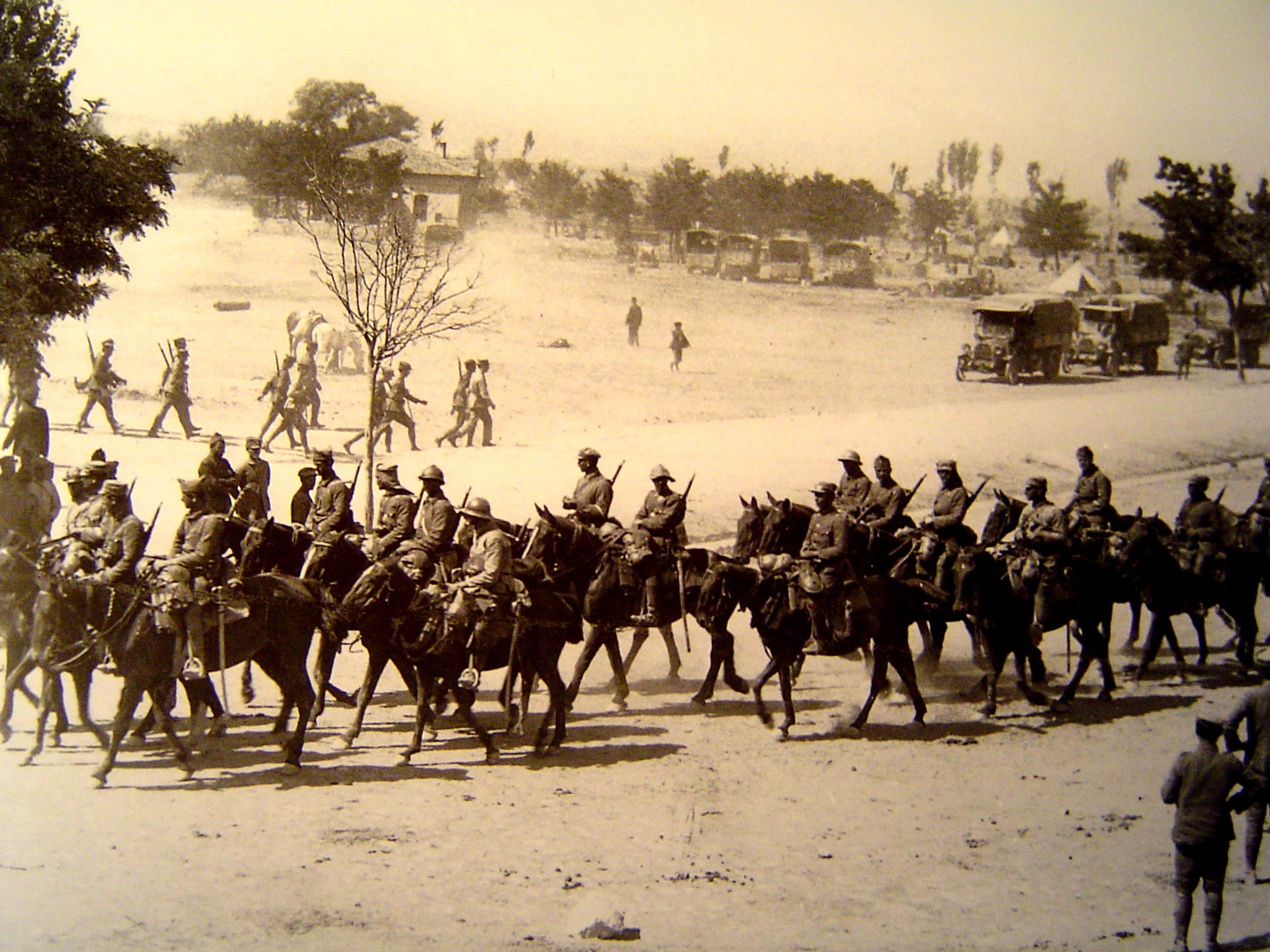
Греческие войска в Эскишехире.

По завершении Весеннего наступления и возвращению Кавалерийской бригады в Смирну, командование Бригадой принял полковник П. Николаидис, который командовал ею в период операций 1920 года.
Бригада восполнила свой состав офицерами и рядовыми прибывшими из Греции, а также была усилена конями из конезавода в смирненском Бурнова.
После получения пополнений Бригада состояла из следующих частей:
- 1й Кавалерийский полк с 4 илами, одна из которых располагала только низкорослыми местными лошадьми. Полком командовал Н.Вассос.
- 3й Кавалерийский полк с 4 илами, которым командовал Н. Ватрис.
- Конный дивизион пулемётов, состоявший из трёх батарей, которым командовал подполковник Георгиос Мосхонисиос.
- Конная артиллерийская батарея под командованием Александра Асимакопулоса.
- Конный отряд диверсантов, под командованием лейтенанта Трифона[3].

В этом составе Бригада передислоцировалась в конце мая в Ушак.
Согласно плану штаба Экспедиционной армии Кавалерийская бригада должна была выступить вместе с II дивизией 29 июня.
Бригаде было предписано избегать контакта с неприятелем, оставив задачу по открытию коридора продвижения II дивизии.
Действия Бригады совместно с этой дивизией должны были начаться сразу после прорыва линии обороны врага и преследовала две цели:
— Обход с левого фланга и подавление турецких позиций в Кючук Джорджа
— Лишить возможности отступления оборонявшихся турецких сил к Кютахье и Сейди Гази.
Однако в тот же день турки оставили Афьон и задача поставленная Бригаде уже не имела смысла.
3 июля, когда Бригада находилась в регионе Кареврен, полковник Зирас, командир 14го пехотного полка также находившегося в регионе, информировал о получении нового приказа.
Согласно приказу Бригада и 14й пехотный полк должны были двинуться к Ак Ин, прикрывая правый фланг I корпуса.
Однако в полдень того же дня поступил новый приказ, согласно которому Бригада и Отряд пехоты из XI дивизии должны были выйти на позиции восточнее Эскишехира и отрезать путь отступления туркам из Кютахьи к Эскишехиру.
На момент получения приказа турки уже отступали к Эскишехиру и их отряды прикрытия пытались сдержать наступающие греческие части.
Было принято совместное решение командования Бригады и Отряда совершить обход Уч Серая а затем двинуться к Эскишехиру.
Вечером 4 июля греческие части вступили в контакт с турецкими частями и последовал жестокий бой.
Атака на Уч Серай, хотя и не увенчалась победой, является одной из славных страниц в истории греческой кавалерии.
На рассвете 5 июля, турецкие патрули вступили в бой с авангардом Отряда пехоты, после чего турки открыли огонь по всей линии фронта.
С первым светом начался кровавый бой при Уч Серае.
XII группа дивизий кемалистов получила приказ остановить наступление греческих частей восточнее гор Туркмен Даг.
До 08:00 исход боя был не ясен. На левом фланге, сражаясь пешим строем, 3й кавалерийский полк продолжал продвижение. Одновременно 2я ила 1го полка, также пешим строем, прикрывала пехоту на правом фланге.
Однако правый фланг 14го пехотного полка был сломлен турецкой атакой и одновременно появилась турецкая кавалерия.

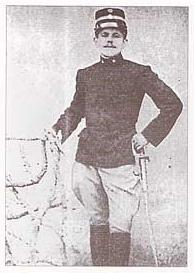
Полковник Георгиос Зирас в период 1904—1908 годов..

Во избежание вырисовывавшейся опасности, штаб Бригады приказал эскадрону Спиридона Маркопулоса перейти на правый фланг над которым нависла опасность и атакой остановить наступление турецкой кавалерии.
Маркопулос прибыл во главе 3й илы 1го полка на позицию, где оборонялась в пешем строю 2я ила, которая информировала его что на поле боя нет турецкой кавалерии.
В действительности вся IV Бригада турецкой кавалерии пряталась в соседнем лесу.
Маркопулос, считая что приказ штаба Бригады следует выполнять независимо от обстоятельств, приказал 2й иле также сесть на коней и возглавил кавалерийскую атаку против укреплённых позиций турецкой пехоты.
В результате этой атаки обе греческие илы были разгромлены.
Погибли сам Маркопулос, 3 офицера, 50 рядовых и были убиты 80 коней.
Сразу после этого турки опрокинули правый фланг 14го пехотного полка и несмотря на героические усилия Г. Зираса, вырисовывалась победа турок в этом бою.
Полного разгрома удалось избежать благодаря тактике предложенной начальником штаба Бригады, А. Папагосом.
Кавалерия подготавливала последовательные линии обороны, прикрывая затем отступление пехоты на эти линии, что замедлило турецкое наступление.
В конечном итоге, тяжёлые потери понесённые турками не позволили им продолжить наступление
После боя в Уч Серае Бригада двинулась к Ак Бунару.
8 июля года отступающие турки неожиданно совершили контрнаступление в направление Эскишехира.
Этот день стал днём славы для Греческой кавалерии.
Бригада предусмотрела возможность контрнаступления врага и получив информацию о турецком манёвре избежала опасности.
После чего Бригада прикрыла сражающиеся пехотные дивизии и восполнила неприкрытые участки между ними, а затем атаковала турок у Ак Бунара.

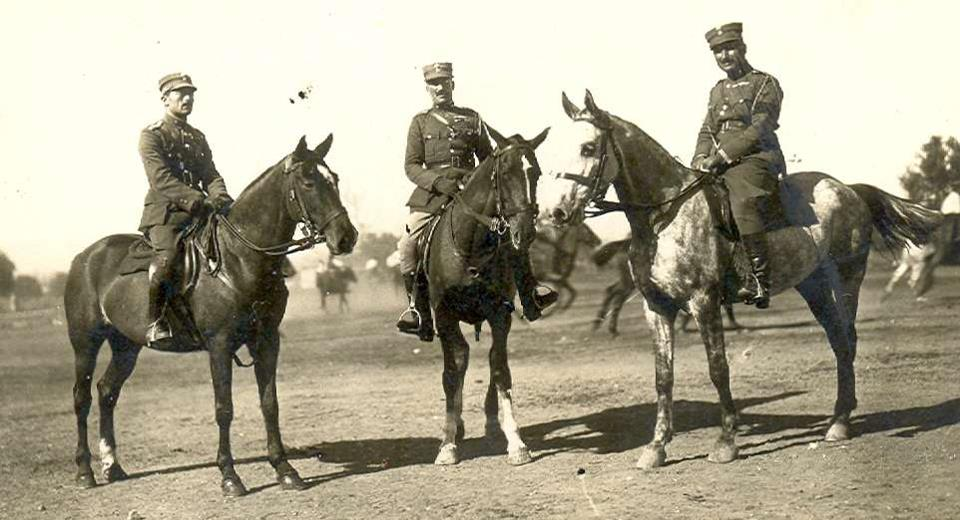
Георгий Станотас (в центре) в Малой Азии.

В атаке приняли участие эскадроны 3го полка под командованием Н. Вартиса, И. Цангаридиса и Г. Станотаса.
Атака греческих кавалеристов продолжилась вглубь 4 км за турецкие линии, круша турецкие колонны шедшие как подкрепление на поле боя и обеспечивая греческую победу.
Более 500 турок были зарублены греческими кавалеристами, 100 были взяты в плен.
При этом погиб лишь один греческий всадник, и тот по ошибке от огня греческого пулемёта.
После этой победы Бригада расположилась севернее Ак Бунара.
Состояние коней не позволяло дальнейшее преследование врага, о чём было доложено командованию.

## Рейд на Анкару
13/26 июля 1921 года в Кютахье состоялось совещание штаба экспедиционной армии, под председательством командующего, генерала А. Папуласа, где была рассмотрена возможность дальнейшего наступления.
Штабист П. Сарриянис заявил, что армия должна продолжить наступление, чтобы помешать перегруппировке турок и организации ими обороны.
Однако начальник IV отдела (логистика), Спиридонос заявил, что армия располагает боеприпасами на 2 дня боёв и не может перейти через Сакарью, обрекая себя остаться без снабжения:64.
На следующий день прибыл премьер-министр Д. Гунарис и король.
15/28 июля, под председательством «больного и молчаливого» короля Константина, состоялся «Большой военный совет».
Сомнения Папуласа были сломлены упорством политиков.
Решение было политическим. Правительство не ставило целью занятие территорий к востоку от Сакарьи, тем более что эти пустыни были далеки от мест компактного проживания греческого населения.
В силу этого, операция получила имя Рейд на Анкару (греч. Επιδρομή προς Άγκυρα).
Целью Рейда было вынудить кемалистов к миру или, отбросив их на восток, разрушить их базы снабжения и обезопасить границы предусмотренные Севрским миром. Это дало бы возможность правительству выйти из тупика и выполнить предвыборные обещания:67.
Греческие историки Сарандос Каргакос и Д. Фотиадис:82 именуют поход на Анкару «эпосом греческой армии».
28 июля/10 августа 9 пехотных дивизий и Кавалерийская бригада вышли на позиции для начала рейда.
Им предстояло пройти через безводную пустыню 280 км, прежде чем подойти к горам перед Анкарой, где Кемаль подготовил 3 линии обороны:70.
Переход через пустыню вызвал удивление турецкого командования, но не внёс элемент внезапности:73.
Армия кемалистов насчитывала 16 пехотных дивизий и 3 отдельных полка, 4 кавалерийские дивизии и 1 отдельную бригаду.
3 корпуса греческой армии выступили одновременно 1/14 августа. До их выступления, I дивизия и вся кавалерия Кемаля оставались на левом берегу Сакарьи.
Обнаружив «невероятный курс» греков в пустыне, Кемаль усилил свой левый фланг, перебросив туда силы с правого фланга и центра. Переход через «Солёную пустыню» был испытанием для греческих дивизий. Редкие колодцы на их пути были отравлены турками. Переход через безводную и бестравную пустыню стал также испытанием для коней. Выйдя из пустыни, греческие дивизии подошли к грядам безлесых гор, укреплённых на глубину до 30 км.
О внезапности, окружении или обходе позиций турок не могло быть и речи. Для занятия Анкары греческим дивизиям предстояло атаковать 3 линии обороны:80.
В надежде добить окопавшегося врага, чьё сопротивление препятствовало их возвращению домой, греческие солдаты превзошли самих себя.
Пройдя изнурительным маршем через пустыню, I дивизия 10/23 августа, без передышки и артподготовки, с ходу отбила у турок вершину Мангал-даг. Кемаль был впечатлён. Сменив командира части, защищавшей Мангал-даг, он заявил: «если мы потерпим поражение, здесь будет могила Турции»:82.
Он приказал расстреливать каждого кто отступит без приказа, добавив «нет линии отступления, каждый должен умереть в своём окопе»:83.
Последовали победные для греческого оружия, но кровопролитные, бои за высоты Тамбур — оглу и «Близнецы»:83, прорыв турецкой линии обороны III Корпусом 11/24 августа у Сапанджи.
В тот же день штаб экспедиционной армии информировал корпуса, что наблюдается «большой дефицит боеприпасов» и что штаб «запрещает огонь артиллерии перед атакой пехоты». Кроме нехватки транспорта и протяжённости коммуникаций, это было результатом деятельности турецкой V кавалерийской группы (XIV дивизия и IV бригада) Фахредина и пехотной дивизии «Муреттеп», действовавших вне контроля греческой армии степях:84.
17/30 августа штаб экспедиционной армии известил корпуса, что будет снабжать только боеприпасами, но не продовольствием:87.
После боёв за Тамбур Оглу и Сапанджу, I и III корпуса заняли первую линию обороны турок и готовились прорвать вторую.
Обход левого фланга турок был поручен II Корпусу принца Андрея. Перед корпусом «возвышались неприступные скалы» Кале Грото, которые были атакованы 13/26 августа. Турки не ожидали атаки и через час оставили позиции.
Греческая пехота без остановки продолжила наступление, заняла самую высокую вершину Кале Грото и выбивала турок XXIV дивизии из окопов, чьё отступление переросло в паническое бегство.
IX дивизия и Кавалерийская бригада попытались обойти Кале Грото справа, но их авангард встретил конницу Фахредина, успевшую защитить левый фланг турок.
Греческие успехи обеспокоили Кемаля, который прибыв в этот сектор издал приказ: «Все части будут защищать свои позиции до последнего солдата. Спорадические успехи противника объясняются ночными бурями и несогласованностью наших частей Мы не должны сомневаться, что защищая со спокойствием наши позиции мы окончательно остановим врага».
Кемаль впоследствии писал, что «были минуты когда я думал, что всё потеряно»:92.
К востоку за Кале Грото возвышался Улу Даг, оплот второй линии обороны турок.
14/27 августа II Корпус доложил, что в силу нехватки боеприпасов считает продолжение наступления проблематичным.
Штаб экспедиционной армии настаивал, но в заключение писал: «Артподготовку перед атакой пехоты запрещаем».
18/31 августа IX дивизия, заняла три последовательные линии турецких окопов к югу от Карасулеймана. Это была последняя наступательная операция II Корпуса в сражении. 19 августа/1 сентября Корпус получил приказ перебросить IX дивизию к Сапандже и удерживать позиции силами оставшихся двух дивизий:93.
На севере VII дивизия подошла к ж/д станции Полатлы на расстояние 4 км:96.
Турки в панике удаляли боеприпасы со складов, но за недостатком транспорта начали их взрывать:97.
Последовали атаки XII и I дивизий на Чал -даг и Ардиз-даг на второй линии обороны турок. Оборонявшуюся III дивизию Кавказа обуяла паника. Офицеры не могли остановить бегство. XII греческая дивизия бросилась в последний бой за Ардиз-даг утром 19 августа/1 сентября. Целый батальон 176-го турецкого полка, 355 человек, сдались. С начала Рейда это был первый случай пленения целого турецкого соединения:98.
Тем временем, под давлением III корпуса, турки оставили в ночь 17 августа Гилдиз Даг. X дивизия, вклинившаяся в расположение турок, осталась без прикрытия, но XII дивизия I корпуса закрепилась на склоне Чал Дага и прикрыла её правый фланг:99.
В ту же ночь штаб экспедиционной армии приказал III Корпусу занять вершину Чал Даг любой ценой, но III и X дивизии доложили, что их солдаты истощены. III корпус был извещён, что I Корпус занял Ардиз Даг, но прекратил наступление из-за остановки III Корпуса. Последовал новый приказ III корпусу занять указанные позиции.
Утром следующего дня X дивизия III Корпуса закрепилась на склоне Чал Дага, II дивизия опрокинула XVII турецкую дивизию и к вечеру заняла вершину Чал Дага. После греческих побед на Ардиз Даге и Чал Даге Кемаль перебросил силы с левого фланга в центр, осознав, что II греческий корпус, в составе которого находилась Кавалерийская бригада, занял оборону:97.
Греческие дивизии с потерями занимали один за другим очередной «даг», но конца сражению не было видно.
Боеприпасы и продовольствие иссякли и почти не восполнялись. Но главное, обрисовывая перспективу, Кемаль заявлял: «Буду обороняться перед Анкарой, буду обороняться в Анкаре, буду обороняться за Анкарой». Рейд экспедиционной армии перерос в затяжную кампанию, что не было в её планах, но для продолжения наступления у неё не было резервов.
К концу сражения за Чал Даг, принц Георг вручил доклад генерала Папуласа военному министру Н. Теотокису. Папулас писал, что пришёл к заключению, что попытку взять Анкару нужно прекратить. Он информировал, что в начале сражения турки имели равные силы с наступавшими. Но если потери греческой армии были невосполнимыми, к туркам подошли V и IX дивизии из Киликии и две новые дивизии, XVII и XVIII. В рапорте отмечалось, что в отличие от турок, греческие дивизии исчерпали запасы и доставка новых становится всё более проблематичной.
В заключение Папулас писал: «Армия остаётся в абсолютном неведении политической ситуации и не может знать если ожидаемые от занятия Анкары политические дивиденды являются таковыми с политической точки зрения, чтобы попыткой занятия (Анкары) любой ценой рисковать вероятностью поражения и следовательно неудачей всего Малоазийского вопроса».
Однако премьер Гунарис переложил ответственность принятия решения на штаб экспедиционной армии:101.
26 августа/8 сентября штаб армии информировал корпуса, что враг собрал силы против III корпуса, с целью атаковать его левый фланг и вынудить армию отступить через Солёную пустыню, где она будет разбита.
III Корпус получил приказ обороняться «до последнего», в то время как два других корпуса должны были предпринять «бешенные атаки» против врага.
Раннее, 21 августа/3 сентября, штаб II Корпуса принца Андрея (на эту дату V и XIII дивизии и Кавалерийская бригада), высказал в письме Папуласу идею, что поскольку Корпус бездействовал в Кале Грото, было бы лучше если он перейдёт ближе к III Корпусу.
Получив последний приказ, II Корпус ответил, что считает его невыполнимым и бесполезным и добавил, что корпус перейдёт к Исри, согласно своему предыдущему предложению.
Опешивший неповиновением корпуса, которое объяснялось безнаказанностью члена королевской семьи, разгневанный генерал Папулас, приказал оставаться на своих позициях.
Считая ответственным начальника штаба корпуса, Папулас сменил его, назначив на этот пост П. Николаидиса, командира Кавалерийской бригады.
Бездействие II корпуса позволило туркам перебросить силы с левого фланга и использовать их в своём наступлении.
В некоторой степени эпизод с II корпусом повлиял в дальнейшем на принятие штабом экспедиционной армии решения о отходе за Сакарью. I и III корпуса продолжали сражение.
Биограф Кемаля, Армстронг, писал в книге «Серый волк — Мустафа Кемаль» (H. C. Armstrong, «Grey Wolf, Mustafa Kemal: An Intimate Study of a Dictator»): «Греки и турки сражались с невероятным мужеством.…И те и другие сражались за свои очаги»:108.
В течение 14 дней греки непрерывно атаковали, но их силы иссякали, а резервов не было. Февзи — паша оценил бездействие II греческого корпуса. Он позвонил Кемалю, который «нервно расхаживал в своей ставке, материл окружающих и колебался принять решение отступить, пока ещё не поздно». Звонок состоялся в момент, когда Кемаль был готов отдать приказ к отступлению. Жак Мешан (Jacques Benoist-Méchin, Mustapha Kemal — La mort d’un Empire) пишет: «Если бы греческая атака продержалась ещё несколько минут (!) Кемаль приказал бы отход, чтобы избежать катастрофы»:109.
Февзи доложил, что атаки греков ослабли и что они вероятно готовятся отойти.
Также описывает эти минуты Александр Жевахов: «Кемаль раздражен, явно нервничает; …Греки после трех дней ожесточенных боев захватили господствующую гору Чал-Даг. Кемаль не может скрыть своего отчаяния и даже не старается этого сделать. Стоит ли продолжать сопротивление или лучше отступить?»
Он пишет что «Февзи и его звонок изменили всё».
Кемаль воодушевился и в ночь на 26 августа принял решение атаковать на северном участке и бросить в бой все резервы, чтобы перекрыть противнику путь к отступлению.
Отвлекающее наступление планировалось предпринять против I греческого корпуса, в то время как основное планировалось на левом фланге греческой армии, против III корпуса. В случае успеха, у греческих дивизий оставался один путь к отступлению — через пустыню.
Кемаль бросил в бой свой сформированный для наступления корпус, состоявший как из сил переброшенных с левого фланга турецкой армии, противостоявших бездействовавшему II корпусу, так и из резервных частей, и даже охранную часть Великого национального собрания. Штаб экспедиционной армии своевременно осознал опасность, как следует из его приказа от 26 августа/5 сентября:110.
Турецкое наступление началось 28 августа/10 сентября на стыке между I дивизией I греческого корпуса и V дивизией, бывшей до того в составе II корпуса. Атака турок была остановлена и две греческие дивизии предприняли контратаку. Турки отступили, их отступление переросло в бегство:111. Но после победного исхода боя, I дивизия осталась без боеприпасов.
В полдень того же дня II корпус получил приказ оставить позиции и совершить бросок на запад, согласно манёвру, который Корпус хотел совершить без разрешения днями раннее. Д. Фотиадис объясняет перемену в решении штаба тем, что крайний левый фланг греческой обороны был сломлен. Здесь турки к полудню заняли Дуа Тепе, вынудив оборонявшихся отступить. В 13:00 28 августа /10 сентября штаб экспедиционной армии дал двояко читаемый приказ III Корпусу вновь занять Дуа Тепе и, в то же время, обеспечить мост для отхода с восточного на западный берег Сакарьи:112.
Утром 29 августа/11 сентября, штаб экспедиционной армии принял решение о прекращении борьбы восточнее Сакарьи, считая что она стала бесцельной. В письме премьеру, генерал Папулас писал, что армия не может оставаться дольше восточнее Сакарьи и просил пополнений для контроля новой линии фронта и коммуникаций. Предприняв Рейд правительство монархистов ожидало, что занятие Анкары позволило бы начать демобилизацию и удовлетворить общественное мнение. Однако армия возвращалась за Сакарью, не достигнув объективных целей и просила пополнений. Хотя штаб принял решение о отходе утром 29 августа/11 сентября, I и III корпуса получили приказ отойти только к ночи и продолжали сражаться весь день. Заняв Дуа Тепе турки продвинулись к Кара Дагу. III корпус приказал III дивизии предоставить все свои силы VII дивизии, принявшей на себя весь удар турецкого наступления.

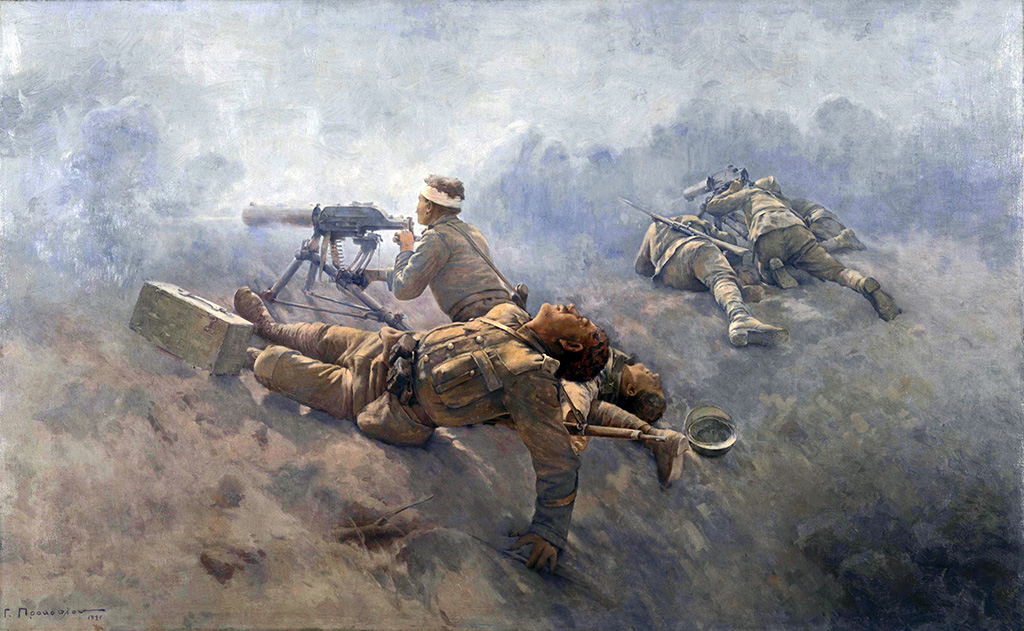
Художник Георгиос Прокопиу: «До последнего»

80 солдат одной из рот этой дивизии сдерживали натиск целой турецкой дивизии — LVII пехотной, пока им на помощь не подошёл 2/39 полк III дивизии. Бой продолжился без передышки всю ночь. В полночь турки закрепились на склоне Карадага. Обстановка здесь становилась критической, турки непрерывно перебрасывали сюда подкрепления, оставив против I греческого корпуса всего 4 дивизии. В 7 утра последнего дня сражения, 29 августа, VII дивизия атаковала Дуа Тепе, подошла к вершине но была остановлена в 600 метрах от неё огнём турецкой артиллерии:112.
В своей последней атаке 2/39 полк не только вынудил турок отступить, но взял также в плен 124 турецких солдат.
В 11:30 в бой вступила X дивизия, но была остановлена огнём турецкой артиллерии. В 17:30 IX греческая дивизия вступила в один из самых кровавых боёв сражения. Роты остались без офицеров, раненных вынесли с поля боя лишь с наступлением темноты:114.
Фотиадис пишет, что и в этот раз «турки не прошли» и победа осталась за греческим оружием. Но «тысячи молодых греческих парней пали со славой в этих безлесых горах и ущельях», где «оставили свои кости безмолвными свидетелями неосуществлённой мечты, которая взрастила Новую Грецию»:114. В 20:45 штаб армии приказал отойти всем трём корпусам и указал 7 плавучих мостов для переправы на западный берег Сакарьи.
I корпус ушёл с Чал Дага в 01:00 30 августа настолько бесшумно, что турки только на рассвете осознали, что напротив их позиций нет греков. Также в полном порядке и без давления со стороны турок, в ночь с 30 на 31 августа на западный берег Сакарьи перебралась вся экспедиционная армия:114.
Естественным образом турки сочли отход греческой армии от Анкары своей победой и Великое национальное собрание пожаловало Кемалю титул «гази». С другой стороны, тот факт что Сражение за Сакарьей состояло из непрерывного ряда боёв, в которых победу одержала греческая армия, что отход был произведен в порядке, а турки были истощены и не могли преследовать противника, оставлял поле для манипуляций со стороны греческого правительства. Правительство монархистов также позиционировало себя победителем, делая упор на то, что в ходе наступлений 1921 года и Рейда на Анкару оно удвоило территорию, по сравнению с территорией присуждённой Греции Севрским миром. Д. Фотиадис пишет: «тактически мы победили, стратегически мы проиграли»:115.
Подводя итог сражению, он пишет, что переход через Солёную пустыню, победоносные бои при Тамбуроглу, Сапандже, Чал Даг, Ардиз Даг, Кале Грото, Дуа Тепе и другие высоты являются героическими страницами в истории греческой армии.
В сражении за Сакарью греческая армия потеряла убитыми 3782, пропавшими без вести 376 человек. Однако «все эти жертвы оказались напрасными». В завершение Фотиадис пишет, что победителем в войне является не тот кто одержал большее число побед, а тот кто одержал последнюю победу. А она, правда через год, досталась Кемалю.

### Греческая кавалерия в рейде на Анкару
По получении приказа штаба Малоазийской армии, Кавалерийская бригада передислоцировалась севернее Эскишехира, в регион Сейди Гази. По причине потерь понесённых в предыдущих операциях её численный состав уменьшился до 550 сабель.
Состояние состарившихся и измождённых коней делало невозможным осуществление больших и продолжительных операций.
В докладе штабу Армии, Бригада информировала, что состояние коней было таковым, что она не могла предпринять операции продолжительностью более пятнадцати дней. Кроме того, многие кони оставались неподкованными, по банальной причине отсутствия подков. Состав и командование Бригады оставались прежними, кроме командования Конного дивизиона пулемётов, который возглавил Василиос Иоаннидис. 1 августа 1921 года Бригада предприняла разведывательную операцию с одновременной задачей, по возможности, занятия неразрушенных мостов на реке Сакарья. Однако эти мосты уже были разрушены турками. В первый день операции Бригада отбросила XIV кавалерийскую дивизию турок, которая маневрировала на восточном берегу реки. 3 августа Бригада встретилась у реки Ак Чаир с турецким Кавалерийским корпусом, под командованием Фахредина. В состав турецкого корпуса входили II, III и XIV кавалерийские дивизии, а также отдельная 4я отдельная кавалерийская бригада. Турецким кавалеристам было приказано прикрывать II корпус кемалистов, а также находиться в постоянном контакте с наступающей греческой армией. С 4 августа греческая кавалерийская Бригада, в составе II корпуса, приняла участие в рейде на Анкару через Солёную пустыню.
До сворачивания рейда, Бригада непрерывно вступала в столкновения с многократными силами турецкой кавалерии и в трёх случаях вынудила турецкую кавалерию к отступлению. Однако в силу горного рельефа местности деятельность Бригады была вспомогательной — победы экспедиционной армии по взятию высот перед Анкарой были исключительной заслугой греческой пехоты, с ограниченным содействием артиллерии по причине отсутствия боеприпасов. 28 августа командир Бригады, П. Николаидис, возглавил штаб II Корпуса, командование Бригадой принял Н. Варис. В свою очередь командование 3 м кавалерийским полком принял Аргириос Сотиропулос. 29 августа Бригада по приказу приступила к отходу на правый берег Сакарьи.

## Последний год Малоазийского похода
После сражения под Анкарой, где победа была близка:357, экспедиционная армия генерала А. Папуласа исчерпав материальные ресурсы и не располагая материальными и людскими резервами в порядке отошла назад, за Сакарью, установив линию обороны от Никомидии до Афьонкарахисара.
Правительство монархистов, не решив вопрос с греческим населением региона, не решалось эвакуировать армию из Малой Азии. Фронт застыл на год.
Новая линия фронта образовывала дугу в 800 км с севера на юг.
От Афьонкарахисара и на запад, до Ушака, фронт шёл параллельно железной дороге — единственной линии снабжения основных сил греческой армии:159.
Командование армии отдавало себе отчёт о реальном положении и письмом А. Папуласа от 8/21 сентября информировало правительство, что после девяти лет непрерывных войн требуется завершение похода и политический выход из тупика:158.
Правительство осознавало угрозу, но позиционируя себя победителем, не могло отступить и прибегло к софизмам.
Выступая в парламенте, премьер Д. Гунарис заявлял, что Севрский мирный договор присудил нам 16 тыс. км², в то время как сейчас мы контролируем 100 тыс. кв. км:158.
Генерал А. Мазаракис пишет, что было трагической ошибкой, что после отхода от Анкары армия заняла позиции пассивной обороны, отказавшись от операционной инициативы. Это дало туркам свободу действий там где они хотели, силами какими они хотели, в каком либо одном месте этого слабого фронта.
«Все без исключения военные и политические аналитики считают, что причиной прорыва была недостаточность сил для фронта протяжённостью в 800 км». Даже там, где плотность была большей, между дивизиями существовали незащищённые участки в 15-30 км:158.
Армия продолжала удерживать фронт «колоссальной протяжённости, по отношению к располагаемым силам», что согласно А. Мазаракису, кроме политических ошибок, стало основной причиной последовавшей катастрофы:159.
Не скрывая своих разногласий с правительством, генерал Папулас подал в отставку:169.
Вместо него командующим Малоазийской армией был назначен родственник нового премьера Стратоса «неуравновешенный»:169 Г. Хадзианестис, до того командир IV корпуса Восточной Фракии, с 1920 года не принимавшего участия в военных действиях.
Оценки историков относительно нового командующего сводятся к фразе «худшего выбора не могло и быть»:169.
Современники и историки свидетельствуют, что генерал Хадзианестис был человеком «неуравновешенным».
Джордж Хортон, консул США в Смирне, знал его лично и подтверждает, что он был «душевно неуравновешенным»:115.
David Walder в книге «The Chanak affair» ставит под сомнение военные способности Кемаля, который сумел победить греческую армию только тогда, «когда её командующим стал человек, который думал, что у него стеклянные ноги».
Суммируя эти свидетельства, Д. Фотиадис пишет, что их следует рассматривать как гиперболу, «иначе нам придётся признать, что командующим Малоазийской армией был полусумасшедший».
Он придаёт большее значение свидетельству А. Мазаракиса, что командующим Малоазийской армии стал офицер, «непригодный и в мирное время командовать даже дивизией»:10.
На момент прибытия Хадзианестиса 23 мая 1922 года, Малоазийская армия состояла из «Северной» (III корпус) и «Южной группы» (I и II корпуса).
Хадзианестис счёл, что эта структура уменьшала его власть, и решил нарушить её.
I Корпус (I, IV, V и XII дивизии) и II Корпус (II, VII, IX и XIII дивизии) перешли под его личное командование, что ослабляло Южную группу, которая в случае кризиса должна была координировать действия этих двух корпусов со штабом в Смирне, в 420 км от фронта:170.
Вторым шагом стала его «бредовая идея» занять Константинополь силами двух дивизий, в качестве шантажа союзников и Кемаля:171.
Правительство и Хадзианестис сочли это не только возможным, но и единственным шагом, который оставалось им предпринять.
Греческие войска стояли всего в 60 км от Константинополя:171.
Как пишет в своих мемуарах генерал Спиридонос, по прибытии в Малую Азию Хадзианестис был занят исключительно этой идеей.
Решения о Константинопольской операции были приняты на совете министров в Пирее.
На вопрос министров, можно ли без последствий перебросить части из Малой Азии во Фракию, Хадзианестис ответил: «Без никакой опасности».
Фотиадис пишет, что ответ становится «непостижимый разумом», когда и всех сил Малоазийской армии не хватало для удержания фронта такой протяжённости.
В момент, когда Кемаль собирал все свои силы для наступления, Хадзианестис решил перебросить 21 тыс. солдат из Малой Азии во Фракию, оголяя и без того не густую линию фронта.
Хортон пишет, что только из-за этого его решения «послать цвет армии угрожать Константинополю в момент, когда эти части были крайне необходимы на фронте, Хадзианестис заслуживал отправки в психиатрическое заведение»:115.
Соблюдая дипломатический такт с союзниками, правительство монархистов информировало о своём решении и просило их дать указание своим частям не препятствовать занятию города:352.
Шантаж не удался. Союзники объявили 15/28 июля о нерушимости статуса османской столицы и информировали, что дали указание своим частям остановить продвижение греческой армии к Константинополю:173.
При этом Ллойд Джордж в своей антитурецкой речи в Палате Общин 22 июля/4 августа обвинял союзников, что в то время как они мешают грекам занять Константинополь и вести войну так, как они считают нужным, турки получают оружие из Европы. Речь Ллойд Джорджа обеспокоила Кемаля, опасавшегося, что Британия может оставить политику нейтралитета и он решился предпринять своё наступление:353.

### Греческая кавалерия перед «Большим наступлением» кемалистов
По возвращении из рейда на Анкару состояние коней Кавалерийской бригады было ужасным.
В некоторых эскадронах верхом на конях остались не более 15 кавалеристов, остальные вели своих коней пешими.
Потери в конях по причине болезней и лишений были огромными, и реорганизация Бригады столкнулась с огромными трудностями.
В Эскишехире командование Бригадой вновь принял П. Николаидис.
Отдых, предоставленный коням привёл к некоторому улучшению их состояния.
Поставка корма оставалась проблематичной и не обеспечивала возвращения Бригады в боеспособное состояние.
Было принято решение послать наиболее измождённых коней на лечение.
Из остальных были сформированы следующие подразделения:
— 1й кавалерийский полк
— 3я батарея Дивизиона пулемётов.
— Конная артиллерийская батарея.
Остальные части, то есть 3й кавалерийский полк, 2я и 3я батареи, отряд диверсантов, остались без коней.
С этой организацией к концу сентября 1921 года Бригада располагала следующими силами:
-Кавалерией в 330 сабель и 4 пулемёта.
-Пешим соединением в 360 человек с 8 пулемётами.
-Конной пулемётной батарей силой лишь в 4 пулемёта.
В ожидании формирования Кавалерийской дивизии, в Смирну перешли командование и штаб Бригады, 1й кавалерийский полк и отряд диверсантов.
Остальные части сформировали т. н. «Отряд кавалерийской дивизии», под командованием Н. Ватриса, которому было поручено прикрыть незащищённые участки Южной группы.
В начале декабря в Манису передислоцировался и «Конный пулемётный дивизион» вместе с пешими пулемётными батареями и Отряд кавалерийской дивизии остался только с 3 м кавалерийским полком и 3й пулемётной батарей.
Приказом Малоазийской армии от 16 ноября 1921 года, Бригада была преобразовывана в «Кавалерийскую дивизию».
Новая дивизия включала в себя:
— Штаб и ила штаба
— Три кавалерийских полка
— Конный дивизион пулемётов
— Конный дивизион артиллерии
— Дивизион транспортировки боеприпасов
— Отряд диверсантов
— Отряд телеграфистов
— Горное операционное (хирургическое) подразделение
— Дисциплинарное подразделение (военная полиция)
Командование дивизией было поручено генерал-майору кавалерии Андреасу Калинскису, который до того был комдивом IX дивизии.
Штаб дивизии возглавил А. Папагос, 1й отдел Г. Станотас и А. Йатридис, 2й отдел П. Николопулос, 3й отдел А. Хрисохоу, логистика майор К. Парисис, медицинская служба Сербетис.
Дополнение личного состава дивизии было произведено ветеранами кавалеристами служивших в разных частях Малоазийской армии и новобранцами призыва 1922 года.
Подготовка последних была возложена на лагерь, созданный приказом армии.
Восполнение и дополнение дивизии конями было произведено поставками из Ирландии и мобилизацией низкорослых местных коней.
Дивизия была сформирована и прошла подготовку в регионе Смирны и в апреле 1922 года перешла в Ушак.
Там, 6 июля, комдив А Калинскис вручил на официальных церемониях и по поручению короля боевые знамёна полкам Дивизии.
С апреля по август и в условиях относительного затишья на фронте Дивизия произвела ряд второстепенных операций, таких как занятие региона Сокья — Новый Эфес, после оставления его итальянцами, и подавление мятежа жителей региона Эмет.
В июне был сформирован 4й кавалерийский полк.
В начале августа Дивизия включала в себя:
— 1й кавалерийский полк, под командованием Н. Вассоса. Полк насчитывал 4 илы с ирландскими конями. Однако ΙΙ ила была направлена во Фракию
— 2й кавалерийский полк, под командованием А. Руссиса. Полк насчитывал 3 илы с ирландскими конями, и одну пешую илу в силу нехватки кавалерийского снаряжения.
— 3й кавалерийский полк, под командованием А. Ставропулоса. Полк насчитывал 4 илы с низкорослыми малоазийскими конями. Одна из ил была направлена для укрепления фронта на участке Кючук Каяли.
— 4й кавалерийский полк оставался пешим, по причине нехватки снаряжения для коней.
— Конный дивизион пулемётов, под командованием В. Иоаннидиса. Насчитывал 3 батареи со старыми конями 3го полка.
— Конный дивизион артиллерии, под командованием майора С. Врасидаса. Дивизион насчитывал только две батареи — конную батарею бывшей Кавалерийской бригады и одну батарею полевой артиллерии, которая была переименована в конную.
— Инженерная ила, которая в конечном итоге не была сформирована, в силу нехватки личного состава.
— Отряд телеграфистов.

## Накануне Большого наступления кемалистов
M. Кемаль, не мог недооценить греческую армию, которая непрерывно наступала с 1919 года.
Даже отход от Анкары в 1921 году был совершён греческой армией в полном порядке и только после того как были исчерпаны её материальные ресурсы.
Несмотря на давление Национального собрания, M. Кемаль медлил и использовал передышку чтобы укрепить свои силы.
Обеспечив поддержку французов и итальянцев, он предпринял шаги для обеспечения нейтралитета англичан.
Он не был уверен, что его силы готовы к наступлению.
Зная что его войска достаточны только для одного большого наступления, он усилил I армию Нуреддина, развернув её против южного фланга греческого выступа у Афьонкарахисара.
Предполагалось, что I армия будет атаковать на север, против позиций I греческого корпуса к юго-западу от Карахисара. V кавалерийский корпус должен был пройти через неохраняемые позиции в долине Кирка и выйти за греческую линию обороны.
II армия будет атаковать к западу, против греческих позиций севернее Карахисара.
Первой целью было перерезать железнодорожные линии Смирна-Карахисар и Карахисар-Эскишехир, отрезая греческие силы в Карахисаре от Смирны и III корпуса в Эскишехире.
Далее, I и II турецкие армии должны были встретиться южнее Кютахьи, замкнув кольцо вокруг греческих сил в Карахисаре.
Но после того как греческая армия легко и с большими потерями для турок отбила у Шаврана на юге локальную атаку двух турецких дивизий, сомнения Кемаля усилились, он не решался наступать.
Д. Дакин считает, что именно «бредовая идея» Хадзианестиса и переброска им во Фракию сил для занятия Константинополя, а также речь Ллойд Джорджа в Палате Общин 22 июля/4 августа, которую Кемаль счёл признаком того, что Британия может оставить политику нейтралитета, стали теми факторами, которые способствовали принятию им решения начать наконец своё наступление:353.
М. Исмет, в приказе «готовиться к последней попытке», писал: «враг занятый во Фракии военными приготовлениями».
Кемаль, который до того колебался, зная, что боевой дух его армии оставался низким, счёл что пришёл благоприятный час:173.
800 км фронт от Киоса на Мраморном море, шёл к Карахисару и, поворачиваясь на юго-запад, заканчивался в устье Меандра:353.
Расстояние от штаба в Смирне до его критического участка — 420 км.
Центром снабжения I и II греческих корпусов был Ушак, на железной дороге Смирна — Карахисар, в 80 км от последнего.
Фотиадис пишет, что одного взгляда на карту было достаточно, чтобы оценить насколько опасным был т. н. «Выступ Афьона», где находилась основная масса греческой армии.
Её крайний правый фланг, где располагались I и IV дивизии, находился всего в 15 км от железной дороги, единственного пути снабжения I и II корпусов:173.
«Это антистратегическое расположение», пишет Д. Фотиадис, «просто провоцировало неприятеля ударить в это место, с возможностью отрезать и окружить основную массу армии, что собственно и произошло».
Стремясь сохранить план в тайне, турецкое командование запретило сообщение войск с внешним миром. Перегруппировки осуществлялись ночью; солдатам говорилось, что войска передвигают с целью отражения ожидаемого наступления греков.
При всей секретности подготовки наступления, греческая армия знала, что турки вскоре будут наступать.
Турецкий офицер, взятый в плен в Демерли, заявлял, что Кемаль будет наступать в августе.
Для введения в заблуждение греческого командования, Кемаль атаковал 8/21 августа на юге против греческого плацдарма Ортанжи в долине Меандра.
В тот же день турецкий дезертир информировал, что наступление начнётся с минуты на минуту.
I корпус с 8/21 августа знал из информации собранной его разведчиками, что турецкое наступление ожидается в течение последующих дней и докладывал об этом в штаб армии. Но штаб оставался пассивным.
Как пишет генерал Спиридонос, «враг беспрепятственно готовился атаковать Выступ».
Вместо того чтобы немедленно отправиться на фронт, Хадзианестис остался в Смирне, в то время как Кемаль расположился в наблюдательном пункте, для руководства сражением:174. Хортон пишет, что «жалкий» Хадзианестис был занят ремонтом и меблировкой своей дачи в Смирне:115.
При относительном равенстве сил, Кемаль использовал возможность собрать против правого греческого фланга превосходящие силы.
Его план был простым и ставил целью перерезать единственную артерию снабжения греческой армии — железную дорогу Ушак — Думлупинар.
В случае успеха, основная масса греческой армии была бы вынуждена искать выход к северо-западу, в горах без дорог, и в этой попытке была бы окружена и разбита.
Кемаль искал не просто возможность отбросить греческую армию на запад, но преследовал цель полной победы:175.
В ночь с 12/25 на 13/26 августа перед греческими позициями в Акар Даге сконцентрировались 12 турецких пехотных и 4 кавалерийских дивизий.
Кемаль и его штаб расположились в наблюдательном пункте на холме Кочатепе, позволявший им наблюдать за действиями противника без бинокля.

## Начало Большого наступления кемалистов, действия турецкого V Кавалерийского корпуса и бездействие греческой Кавалерийской дивизии
12 августа 1922 года, накануне Большого турецкого наступления, силы греческой Кавалерийской дивизии были разрознены, исполняя задания штаба Армии.
Получив информацию о концентрации больших турецких сил Дивизия запросила штаб Армии собрать свои части в Ушаке, с тем чтобы противостоять ожидаемому вторжению турецкой кавалерии.

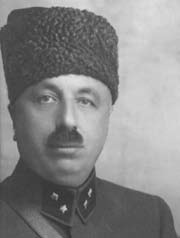
Фахредин Алтай, Командир V кавалерийского корпуса кемалистов.

Задолго до турецкого наступления и изучая топографию региона, командир I корпуса, генерал Н. Трикупис, обозначил «козью тропу» в ущелье Кирка в горах Акар Даг как непроходимую.
Ночью и за несколько часов до начала наступления, целых три турецкие дивизии V кавалерийского корпуса (I, II и XIV) под командованием Фахреддина Алтая, с горной артиллерией начали своё восхождение по этой тропе.
Для этого турки спешились и, ведя коней за уздечки, шли один за другим линией в несколько километров.
Позже, Фахреддин говорил, что приближаясь к вершине его агония возрастала и добавил, что «если бы там находился хоть один греческий батальон, то наша кавалерия была бы уничтожена».
Стоявшие на выходе из ущелья греческие патрули в несколько десятков солдат, были не в состоянии остановить турецкие дивизии и лишь не надолго задержали их продвижение.
Турецкая кавалерия к 16:00 заняла железнодорожную станцию Кючюкёй в 50 км восточнее Думлупинара, отрезав телефонную и телеграфную связь и возможность снабжения греческих частей находившихся восточнее станции:175.
Тем временем, стоявшая в Ушаке Кавалерийская дивизия под командованием А. Калинскиса и А. Папагоса, следуя начальным указаниям штаба армии, не проявила инициативы и продолжала бездействовать, хотя могла быстрым движением к Думлупинару обеспечить его оборону и коридор для выхода большей части греческой армии из только намечавшегося на тот момент котла:176.
Бездействие греческой кавалерии вызвала удивление Фахредина, который в предыдущие годы избегал открытого боя с ней.
Согласно Д. Фотиадису, встретившись позже с пленным генералом Трикуписом, Фахредин спросил где находилась греческая кавалерия. На что Трикупис ответил «щипала травку в Ушаке»:176.
Д. Фотиадис считает, что наряду с просчётами штаба Хадзианестиса, отсутствие инициативы нового командования Кавалерийской дивизии имело фатальные последствия как для этого сражения, так и для всего Малоазийского похода:176.

## Прорыв фронта, отступление I и II Корпусов Малоазийской армии
На рассвете 13/26 августа 200 орудий начали огонь на 40 км фронта, от Синан Паша (I греческая дивизия) до позиций западнее Карахисара (IV дивизия).
Кемаль рапортовал Национальному собранию: «Наступление началось, Иншааллах».
Греческая артиллерия ответила, но без успеха, поскольку австрийские орудия «Шкода» турок имели бо́льшую дальность стрельбы и вели огонь с недосягаемых для греческой артиллерии дистанций.
Обстрел привёл к большим потерям в передовых греческих частях, потерявших до 50 % личного состава только по причине артобстрела и неадекватных траншей.
Через час, турки перенесли огонь вглубь греческого расположения и в атаку пошла пехота.
I армия Нуреддин-паши и II Якупа Субаши атаковали одновременно — 7 дивизий против 2 греческих (I и IV).
Обстановка для Ι корпуса стала критической и вскоре все его резервы были задействованы.
Но командир корпуса Н. Трикупис не проявлял инициативы, ожидая приказа из Смирны.
К полудню турецкий I корпус сумел вступить в окопы греческой I дивизии.
II турецкая армия заняла несколько позиций V греческой дивизии (I корпуса), но последующие её атаки не имели успеха.
Получив подкрепления, V дивизия восстановила начальную линию фронта.
В 07:30 после жестокого боя турки заняли Камлар в секторе IV греческой дивизии.
49-й полк, которому «к сожалению» были доверены позиции Тилки — Кири — Бел, бросил их в панике.
К. Канеллопулос пишет, что полк оставил позиции без борьбы, в позорном бегстве и «что ни одного подобного примера нет в истории Малоазийской армии».
Но в Малоазийской армии не было другого такого полка — полк состоял из мобилизованных дезертиров и уголовников.
IV дивизия, получив подкрепления, сумела временно удержать линию фронта.
Решад-бей, комдив LVII-й турецкой дивизии, обещавший Кемалю за час взять высоту 1310, которую защищал 5/42 полк эвзонов Н. Пластираса, не сумел этого сделать и покончил жизнь самоубийством.
К вечеру VII дивизия, переброшенная из II корпуса, с помощью IV дивизии отбила у турок позиции брошенные раннее 49-м полком:177.
II турецкая армия атаковала также III корпус на севере, сковывая его силы и предотвращая оказание им помощи II корпусу.
Штаб в Смирне не имел ясной картины обстановки.
Хадзианестис только к вечеру выслал приказ корпусам, который согласно Фотиадису, начинается «неповторимой фразой»: «армия, не желая подвергнуться инициативе врага, предпримет атаку, одного только порыва которой достаточно разбить его позиции, с объективной целью отбросить врага южнее его линий снабжения».
Фотиадис пишет, что это была драма: Кемаль находился на передовой, в то время как Хадзианестис, вдали от фронта, издавал приказы согласно желаемому, но не реальности.
Спиридонос пишет, что турецкое командование принимало решения на поле боя, в то время как греческое, на расстоянии 420 км, получая информацию и отдавая приказы по рации, тратило 4 часа на составлении телеграммы, её шифровку, отправку, дешифровку и передачу, но между тем обстановка менялась каждые четверть часа:177.
После роспуска Южной группы, решающее сражение началось для греческой армии без командующего на фронте.
В приказе 26 августа I и II корпусам штаб выражал мнение, что турки ещё не выявили ось своего наступления.
Штаб, согласно начальному плану, приказал II корпусу готовиться к наступлению на турецкий правый фланг, в то время как I корпус будет удерживать свои позиции.
Это противоречило указаниям I корпуса II корпусу, и впоследствии I корпус приказал II корпусу прекратить подготовку к наступлению и возобновить отправку частей на юг, чтобы усилить потрёпанные I и IV дивизии.
Из-за нарушения связи, штаб в Смирне не получил уведомлений I и II корпусов и считал что всё шло согласно его приказу.
На I корпус были обрушены основные силы турок, но II корпус остался наблюдателем. Спиридонос пишет, что в то время как I корпус подвергался разгрому, II корпус, не смея нарушить приказы штаба армии, поддерживал I корпус морально:179.
XII дивизия, находившаяся севернее Карахисара посылала разведгруппы за линию фронта, и все докладывали, что не встречали концентраций турок.
Турки оставили против II корпуса малые силы. Но чтобы ввести греческое командование в заблуждение, они совершили локальную атаку, которую командир корпуса Д. Димарас счёл прелюдией генеральной атаки. Когда Трикупис просил в помощь IX дивизию, Димарас послал один полк, оправдываясь, что и сам находится в опасности перед наступлением, которое начнётся с минуты на минуту:178.в
Передача IX дивизии I корпусу была произведена с опозданием:178.
В этой обстановке, Трикупис телеграфировал в штаб армии, что приказы штаба невыполнимы и что он должен решить вопрос отхода.
Штаб ответил, что если он будет вынужден отойти, то отход следует произвести «шаг за шагом», «как будто речь шла о обороне Акрополя»:178.
На следующее утро турки бросили бо́льшую часть своих сил против IV дивизии, с целью закрепить прорыв достигнутый кавалерией в предыдущий день и окончательно прервать связь греческих частей с Думлупинаром.
Турки сумели занять центр греческого сопротивления в Камелар.
Трикупис в 09:00 информировал штаб армии, что 10 турецких дивизий атакуют его корпус и во избежание катастрофы просил оказать ему помощь всеми силами II и III корпусов.
Штаб в Смирне потерял контроль над ситуацией.
27 августа он приказал I корпусу атаковать и восстановить линию фронта, или если это невозможно, отойти с боем, в то время как II корпус должен был атаковать к Чобанлару, к юго-востоку от Карахисара.
Тем временем турки наконец опрокинули IV дивизию оборонявшую Ак Даг, прорвали линию фронта, и их дивизии хлынули к железной дороге Думлупынар — Карахисар:180.
Получив информацию, что IV дивизия сломлена и что обстановка стремительно ухудшалась, Трикупис к полудню приказал оставить Карахисар и отойти к западу, к Думлупынару.
При оставлении Афьона была утеряна рация штаба I корпуса.
20 тыс. христиан Карахисара последовали за отступающими частями:A-203, придавая армейским колоннам картину сомнительной дисциплины:159.
Оновремено, «как наибольшая историческая ирония», в центр греческой обороны в Кирке прибыли 40 дезертиров VI турецкой дивизии, «безошибочный знак низкого морального духа врага», пишет генерал Булалас:179.
Д. Фотиадис добавляет, что является трагическим фактом то, «что самое большое поражение нашей истории мы понесли от врага у которого не было морального духа»:179.
В 02:00 28 августа штаб Малоазийской армии отменил приказы о контратаке, и подчинил II корпус и одну дивизию III корпуса Ι корпусу.
Но Южная группа оказалась разделённой на две части.
Первая, слева от прорыва, была образована I и VII дивизиями и частью IV дивизии и отрядами Луфаса и Н. Пластираса.
Эту группу, имевшую возможность отступить к Ушаку, возглавил комдив I дивизии А. Франгу.
Франгу не знал, что Трикупис собирался организовать вторую линию с его помощью и видя что турки движутся к Думлупынару, отрезая путь к отходу, решил опередить их.
Отход Группы Франгу (I и VII дивизии, остатки IV дивизии, два батальона XII дивизии) к Думлупынару состоялся в ночь с 27 на 28 августа.
Арьергард Пластираса остался в Хасан Деде Тепе.
Конная группа разведчиков лейтенанта Накиса I дивизии встретилась на перевале Улуджак с разведгруппой лейтенанта Кавриса IX дивизии.
С перевала были видны «орды турок в долине Душ Агач, стремившихся перекрыть путь к Думлупынару».
Каврис видел на высотах арьергард Пластираса и доложил об этом своему комдиву П. Гардикасу.
Гардикас прибыл в штаб I Корпуса и настаивал на совершении ночного марша через горы к Думлупынару.
Но Трикупис отказался от предложения, заявив что «ожидает приказ штаба армии».
Медлительность Трикуписа привела к тому, что между его группой и группой Франгу образовалась брешь в 25 км.
Турки ринулись всеми силами в эту брешь, в то время как их кавалерия предотвращала контакт между двумя отступающими греческими группами.
В 05:00 28 августа Группа Трикуписа (V, IX, XII, XIII и остатки IV дивизий) двинулись на северо-запад, надеясь обойти наступавшего врага и дойти к Ушаку, избегая окружения, которое становилось всё более очевидным.
Не зная об отходе Группы Франгу, колонна IV дивизии была застигнута врасплох атакой турок в 07:00, и понесла тяжёлые потери.
IX дивизия П. Гардикаса разбила турецкую II кавалерийскую дивизию (V кавалерийского корпуса), вставшую на её пути, и нанесла ей большие потери, включая пленных и захваченные орудия.
II кавалерийская дивизия была выведена турками из боя и введена в резерв.
Остальные силы Группы Трикуписа (V, XII и XIII дивизии) отошли на запад без проблем.
Группа Трикуписа провела ночь 28-29 августа у Олучака.
Одновременно части «Группы Франгу» под давлением турецкого IV корпуса создали линию обороны вокруг Башкимсе.
После неудачных попыток установить связь с I корпусом, Франгу приказал своим частям начать отход на позиции Думлупынара.
В ночь 15/28-16/29 августа турецкий VI корпус (II армии) вышел к северу от Группы Трикуписа.
Турецкие V кавалерийский корпус и части I армии (I, II и IV корпуса) подошли к группам Франгу и Трикуписа.
Турецкий I корпус продвинулся к Думлупынару и вступил в контакт с Группой Франгу, в то время как турецкие V кавалерийский корпус и IV корпус отделили группы Трикуписа и Франгу одну от другой.
Группа Трикуписа была по существу окружена.
В 05:00 16/29 августа все части Группы Франгу достигли позиций у Думлупынара в порядке, несмотря на давление турецкого IV корпуса.
Группа подверглась атаке у Карагёсели, но удержала позиции. В полдень Пластирас запросил разрешения атаковать к востоку, чтобы соединиться с Трикуписом. Франгу разрешения не дал, что по мнению Я. Капсиса обрекло группу Трикуписа. С закатом солнца, он приказал своим частям отойти дальше на запад, к Исламкёю.
Группа Трикуписа двинулась на запад утром 16/29 августа.
ΙΧ дивизия выступила к Хамуркёю в голове колонны. За ней шли части разбитой IV дивизии.
Греческие части вступили в расположение турецких V и IV корпусов. Трикупис приказал IX дивизии прорвать турецкую линию и открыть дорогу на Думлупинар.
ΙΧ дивизия вступила в отчаянный бой с тремя дивизиями турецкого IV корпуса.
Турки атаковали также с восточного фланга Группы, на позиции XII дивизии. Трикупис задействовал V и IV дивизии в обороне Группы, сохраняя XIII дивизию в резерве.
К 10:30 обстановка стала драматической. Моральный дух солдат не спавших и не евших с 13/26 августа и осознавших, что они в окружении, был поколеблен.
Натиск турок, к которым подходили новые силы, усилился. Артиллерия дивизии действовала неприкрытая на одной линии с пехотой.
Комдив IX дивизии, Гардикас, неоднократно вмешивался, чтобы удержать линию обороны.
XIV кавалерийская дивизия турок пыталась с фланга нанести удар по группе Трикуписа и целый день сдерживалась ΙΙ/26 батальоном Д. Папаянниса.
В 17:00 турки начали атаку против всей линии обороны ΙΧ дивизии.
Командиры батальонов и рот погибли или вышли из строя и их подразделения начали отступать.
Все офицеры 3/40 полка майора Г. Папастергиу и ΙΧ кавалерийского полу-эскадрона В. Боволетиса были выведены из строя.
Но артиллерия дивизии огнём с дистанций от 100 до 400 метров сдержала противника, дав пехоте время перегруппироваться.
Был получен приказ контратаковать. В атаке приняли участие Ι/26 батальон А. Вуцинаса II корпуса, части разбитого 11-го пехотного полка и курсанты училища офицеров из Карахисара.
Контратака вернула порядок в расположении греческих частей.
Однако смерть командира 26-го полка и сменившего его командира ΙV батареи А. Пурнараса, вновь поколебали греческие части.
Новая турецкая атака отбросила назад части ΙΧ дивизии в полном беспорядке.
В критический момент вмешалась ΙΙ/Α’ батарея полевой артиллерии, чьи кони галопом доставили орудия на поле боя, и огнём прямой наводкой вынудила турок отступить на километр.
Все дивизии понесли большие потери и были на грани развала.
Ослабленная потерями IV дивизия сумела отбить атаку турок на позиции Хамуркёй — Имбулак.
Сражение продолжалось весь день 29 августа, с тяжёлыми потерями с двух сторон.
IX дивизия продолжила марш и ночью, под огнём турецкой артиллерии, собралась у села Хамуркёй, вместе с другими силами группы Трикуписа и тысячами беженцев.
Группа Трикуписа была не в состоянии открыть дорогу на Думлупынар или установить контакт с Группой Франгу.
Турки также были не в состоянии уничтожить Группу Трикуписа, несмотря на то что они окружили её своими II, IV, V и VI корпусами.
Однако для частей Трикуписа обстановка с каждым часом ухудшалась. Снабжение боеприпасами и продовольствием было прервано. Батальоны остались без патронов и использовали огонь артиллерии, чтобы отгонять турецкую кавалерию.
В 23:00 29 августа, голодные и потрёпанные части Группы Трикуписа, прорвались и начали марш к Чалкёю, где Трикупис произвёл совещание с комдивами, которые предложили продолжить марш через ущелье Аливеран.
Получив рапорт, что боевой состав Группы уменьшился до 7 тыс. пехотинцев, 80 кавалеристов и 116 орудий, в то время как в её состав входили до 15 тыс. безоружных солдат, а также беженцы, без боеприпасов и продовольствия, Трикупис согласился.

### Аливеран и его последствия
Термин «Сражение при Думлупинаре» употребляется в турецкой историографии, но в греческой редко.
Для греческих историков есть «Аливеран» и события до и после него.
Д. Фотиадис пишет, что Аливеран это «Седан» греческой армии и что это «место бойни наших сил» и «место где были похоронены все наши надежды, вместе с тысячами бойцов»:181.
В действительности термин сражение в Аливеране не совсем верно характеризует событие: это был расстрел турецкой артиллерией скопления греческих солдат и гражданского населения.
Ущелье Аливерана находится у отрогов Мурат Дага, между Ак Буруном (1260 м) и Хасан Деде Тепе (1480 м).
Истощённые маршем и голодом, части Группы Трикуписа, будучи не в состоянии продолжать марш в темноте, скопились в ущелье.
Получив эту информация, Кемаль приказал I и II армиям и V кавалерийской группе окружить ущелье и ликвидировать Группу Трикуписа:180.
На рассвете 17/30 августа Кемаль перешёл в наблюдательный пункт в Зафер Тепе, в 6 км от центра боя, в то время как Хадзианестис изучал место боя на картах, в 420 км от него.
Из вошедших в ущелье 20-25 тысяч человек, только 7 тысяч были боеспособны, остальные были безоружные солдаты вспомогательных частей, раненные и гражданское население:180.
К полудню Трикупис приказал частям продолжить марш, не подозревая что был окружён.
Внезапно вся турецкая артиллерия начала обстрел этой теснины в форме подковы, где в её основании 20 тыс. безоружных вспомогательных частей, вперемежку с женщинами и детьми, безуспешно искали возможность выйти из ущелья, осложняя действия боевых частей.
На выходе из ущелья встала XIV турецкая кавалерийская дивизия, против которой Трикупис бросил пехотный полк, но после того как турецкие кавалеристы получили подкрепления, был дан приказ дожидаться темноты.
И только на входе в ущелье, где «встала насмерть героическая ΧΙΙI дивизия», в которую входил 2-й полк Константина Цакалоса, шло настоящее сражение.
Экономя боеприпасы, солдаты дивизии подпускали турок на 100 метров, после чего шли в непрерывные штыковые контратаки:159.
2-й полк оборонял Группу с юга против IV корпуса турок.
Под непрерывным артобстрелом, обороняясь на неподготовленных позициях и с скудными боеприпасами, 2-й полк отразил все атаки турок:160.
К востоку от 2-го полка вела свой последний бой рота курсантов, прибывшая на фронт за неделю до этих событий.
В ходе одной из атак Цакалоса, снарядом ему оторвало ноги.
Он попросил чтобы его прислонили к скале, чтобы он мог наблюдать за своей частью:161.
Зная, что смерть близка его единственным вопросом был «Как идёт бой». Получив ответ «Мы победили, турки бегут», он выговорил фразу «умираю счастливым»:162.
Вскоре 6 турецких дивизий обрушились на надломленные греческие силы, в то время как с востока начали артобстрел новые батареи турок.
Греки отчаянно сопротивлялись, артиллерия турок начала обстрел и с севера. Греческие батареи замолкли одна за другой.
Люди, животные, автомобили, повозки взлетали на воздух.
Героическими усилиями греческие части удерживали единственный остававшийся западный выход из ущелья.
Полки исчерпали патроны и собирали их у убитых.
С 16:00 ни одна точка в ущелье не обеспечивала укрытия.
Единственной надеждой на прорыв осталась ночь:161.
Но командир 14го полка И. Котулас предпринял инициативу до наступления темноты. Развернув полковое знамя, он собрал солдат полка, укрывавшихся от артобстрела, и верхом возглавил атаку на высоту 1140. Высота была взята, но плотный артиллерийский огонь делал невозможным пребывание на ней, после чего солдаты полка отступили в беспорядке:183.
Их беспорядочный отход увлёк и конюхов артиллерии, которые освободив коней от орудий, верхом бросились галопом на запад.
С наступлением ночи турецкая артиллерия прекратила обстрел, опасаясь поразить своих.
Тогда все оставшиеся в живых, оставив орудия, грузовики, санитарные автомобили, бросились к выходу из ущелья, где столпились тысячи солдат и беженцев.
Из раненных лишь способные ходить последовали за колонной уходящих. Остальные остались лежать на земле. Некоторым посчастливилось умереть той же ночью:183.
О судьбе оставленных раненных можно только предполагать.
Согласно турецким рапортам, 2,000 убитых греков были найдены утром в ущелье, не считая раненных, «которые умерли позже в результате своих тяжёлых ран»
Расстрел Группы Трикуписа в Аливеране, согласно греческим историкам, «стал венцом пятидневного наступления турок».
В результате разгрома Группы Трикуписа, с одновременной утратой стратегических возможностей Группой Франгу, необходимость эвакуации Малоазийской армии становилась всё более очевидной:182.
Вырвавшиеся из ущелья части и население разбились на две ещё соблюдавшие дисциплину колонны — колонну Трикуписа/Дигениса и колонну Каллидопулоса/Димараса.
Каждая из них выбрала различные направления.
Карты не помогали и они безуспешно искали местных проводников.
Колонна Калидопулоса/Димараса, 1500 солдат и 82 офицеров, шла без остановки двое суток, до 19 августа:183.
Солдаты, голодные и бессонные, по выражению Д. Фотиадиса, «физически и морально были трупами».
К 16:00 колонна была окружена турецкой кавалерией в горах Мурат Дага.
Комдивы приняли решение сдаться.
Были посланы парламентарии, но турки убили одного из них.
После чего был дан приказ «сопротивляться до смерти».
Но колонна отказалась исполнять приказ и её солдаты сдались:184.
Однако И. Котулас, герой сражений при Сакарье и Аливерана, возглавив свой 14-й полк отказался сдаться и вырвался с боем из окружения. Два других батальона, I/41 и III/41, также прорвались и присоединились к получившей в силу своей стойкости имя «Железная дивизия», I дивизии А. Франгу.
Марш колонны Трикуписа/Дигениса был трагическим.
Без проводников, еды и боеприпасов колонна, сопровождаемая беженцами, скиталась в горах Мурат Даг духовно разбитая и физически истощённая.
20 августа марш замедлился и, согласно записям Трикуписа, «едва стоящие на ногах, солдаты скорее всего плелись, а не шли»:184.
Когда колонна дошла до Оёчука, Трикупис узнал от жителей, что Ушак, к которому они шли, был занят турками в предыдущий день и что перевал, который Пластирас удерживал до последнего, был оставлен им двумя часами раннее.
Я. Капсис пишет, что Трикупис, в очередной раз принял ошибочное решение и не решился на прорыв.
Комдив IX дивизии П. Гардикас уговаривал Трикуписа прорываться штыковой. Трикупис не решался. Гардикас был полон решимости. Верхом на коне и с криком «вперёд девятая, идём к Пластирасу» он возглавил атаку (остатков) своей дивизии, прорвал турецкие кавалерийские заслоны, прошёл через Мурат Даг и избежал пленения.
Колонна Трикуписа встала, он приказал занять оборону «до последнего».
Но солдаты отказались исполнять приказ. По выражению Д. Фотиадиса, «они уже духовно и физически были трупами, а трупы не воюют».
Трикупис собрал офицеров, заявив что в данной обстановке «любое сопротивление будет бессмысленной жертвой» и приказал им сдаться.
Штабист XII дивизии Афанасий Сакетас счёл приказ оскорблением его офицерской чести.
Вскочив на коня, он в одиночку бросился против окруживших Группу турок, с надеждой прорваться или на достойную офицера смерть.
Зарубив несколько турок он был пристрелен при этой попытке.
Генералы Трикупис и Дигенис сдались.
В истории современной греческой армии до того не было сдавшихся неприятелю офицеров такого ранга.
Вместе с ними сдались 4 тыс. солдат и офицеров. Среди них были и малоазийские греки, многие из которых предпочли покончить жизнь самоубийством, зная что им уготовано турками.
Судьба греческих и армянских беженцев шедших с Группой Трикуписа — отдельная тема.
Малоазийской армии фактически уже не было, но правительство, в поисках алиби сместило 23 августа Хадзианестиса и назначило командующим Трикуписа, который за 2 дня до этого был уже в плену.
Трикупис узнал о своём назначении от Кемаля:184.

## Ак Таш и Салихлы, реабилитация Кавалерийской дивизии

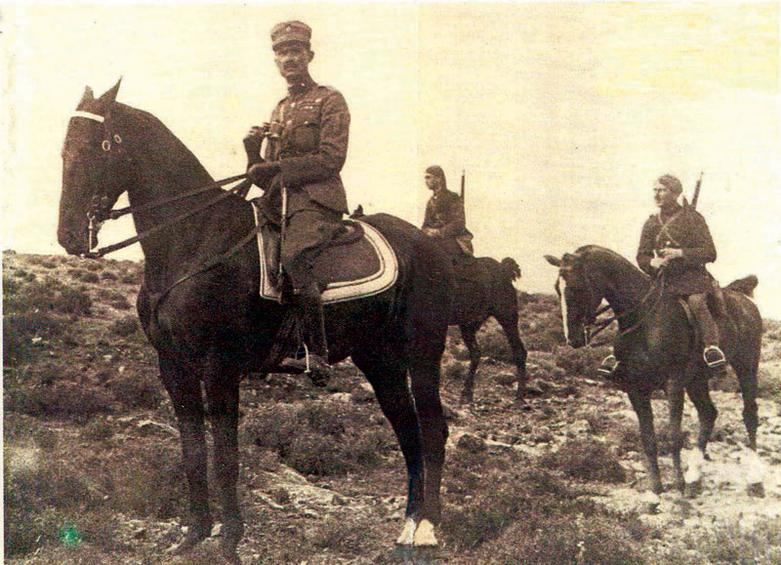
Командир полка эвзонов 5/42 Николаос Пластирас в Малой Азии.

Группа Франгу, шаг за шагом, отходила на запад, за ней, меняя позиции, следовал арьергард Группы, «Отряд полковника Н. Пластираса» (5/42 полк эвзонов).
На перевале горы Ак Таш северо-восточнее Филадельфии, эвзоны Пластираса перебили 500 следовавших за ними турецких кавалеристов и обратили в бегство три турецкие дивизии (!).
Я. Капсис пишет, что это была своего рода месть за расстрел группы Трикуписа в Аливеране.
На следующий день группа Франгу отошла к Филадельфии, где также расположилась и Кавалерийская дивизия. Тысячи беженцев собравшихся в городе мешали частям создать элементарную линию обороны.
23 августа/5 сентября, пытаясь обеспечить эвакуацию разрозненных частей и беженцев и удерживая железнодорожную станцию в городе Салихлы, Отряд Пластираса, который был подчинён комдиву Кавалерийской дивизии Калинскису, был блокирован двумя турецкими кавалерийскими дивизиями и городскими иррегулярными группами кемалистов.
Бой в Салихлы стал единственным боем регулярных соединений на улицах какого либо города в истории Малоазийского похода и, одновременно, одной из последних греческих побед в этой войне.
Несмотря на ограниченные масштабы боя, победа 5/42 полка эвзонов полковника Пластираса в Салихлы позволила отступающим греческим частям и беженцам без особых препятствий со стороны турок продвинуться к Эритрейскому полуострову.
Историки греческого генштаба отмечают также, что победа Пластираса в Салихлы была обеспечена действиями Кавалерийской дивизии, которая несмотря на ряд ошибок её командования, в конечном итоге прикрыла с юга город и полк Пластираса от угрозы 3й турецкой кавалерийской дивизии.
Это была своего рода реабилитация командования Кавалерийской дивизии, несоизмеримая однако с ущербом причинённым бездействием дивизии в начале турецкого наступления.

## Арьергардные бои и эвакуация Группы Франгу и Кавалерийской дивизии
24 августа, замалчивая фиаско с Трикуписом, правительство спешно назначило командующим Малоазийской армии генерала Г. Полименакоса.
Это было запоздалое назначение.
Полименакос, бывший командир III Корпуса, после отставки А. Папуласа, был в числе кандидатов на его пост. Но правительство монархистов, не доверяя его политическим взглядам, назначило на этот пост Г. Хадзианестиса, по выражению Т. Герозисиса «самого ненавистного в армии офицера». До начала турецкого наступления, Полименакос подал в отставку, выражая своё несогласие с правительством в ведении войны.
В тот же день, 24 августа, штаб Кавалерийской дивизии, обосновавшийся в Ахметли, докладывал Армии, что дивизия остаётся боеспособной и готова к выполнению любой задачи.
В тот же день, 24 августа, другой отряд группы Франгоса, «Отряд полковника Луфаса», занял высоты у Бин-Тепе, прикрывая силы отходящие к Касаба. Отряд подвергся мощной атаке, но удержал позиции, дав возможность отходящим силам создать 25 августа временную линию обороны, в непосредственной близости к Смирне.
Кавалерийская дивизия расположилась в Манисе, в 33 км к северо-востоку от Смирны.
Но у правительства не было планов обороны Смирны. К тому же, за два года пребывания у власти, оно не предусмотрело создания и элементарной линии обороны вокруг города.
Я. Капсис пишет, что правительство монархистов с апреля 1922 года уже готовило оставление Малой Азии, но при этом не разрешало отъезд населения в Грецию, и отказывалось выдать ему оружие:136.
Остаётся фактом, что 18/30 июля правительство провело в парламенте закон «о запрещении нелегальной перевозки лиц и групп в греческие порты из-за границы» и наказывало капитанов нарушавших его. С началом турецкого наступления губернатор Смирны Стергиадис информировал служащих округов быть готовыми к отъезду и инструктировал их держать информацию в секрете и препятствовать бегству населения, чтобы не создавать наплыв беженцев в Греции:A-206:101.
У правительства не было иллюзий в том что кемалисты продолжат геноцид греческого населения, но правительству, как и десяткам тысяч беженцев скапливавшихся в Смирне, не оставалось ничего другого как надеяться, что кемалисты не посмеют приступить к резне населения на виду союзных эскадр, стоявших на рейде города.
Полименакос не имел ни приказа, ни времени, ни достаточных сил для организации линии обороны вокруг Смирны. Смирна осталась открытым городом.
Генерал Полименакос успел издать один единственный приказ о эвакуации армии из Малой Азии.
Франгу провёл свою «Группу» к Чешме, откуда её части были переправлены на острова Хиос и Лесбос.
26 августа Кавалерийская дивизия передислоцировалась в Менемен, севернее Смирны, а на следующий расположилась в пригороде Смирны Мерсинли.
27 августа пеший эскадрон 4го кавалерийского полка содействовал эвакуации последних армейских частей из Смирны, куда в 10:00 того же дня вступила турецкая кавалерия.
28 августа Кавалерийская дивизия расположилась в 38 км к западу от Смирны, в Вурла на Эритрейском (Чесменском) полуострове.
Последний и победный для греческого оружия бой был дан 5/42 полком эвзонов Пластираса 28 августа/10 сентября у села Ставро́с (тур. Зегуй). Прикрывая посадку воинских частей на корабли, эвзоны Пластираса разгромили рвавшихся к Чешме турецких кавалеристов и поставили свою, победную, точку в печальном исходе Малоазийского похода.
Сегодня на этом месте турки установили памятник своим 147 погибшим кавалеристам.
Кавалерийская дивизия приказом 6267/ 29/8/ 1922 была срочно направлена к Чесме, оставив Группе Франгу только свой 3й полк.
Дивизия прибыла 30 августа в Чесму, где был получен приказ погрузки рослых коней на пароход «Василевс Константинос».
Погрузка продолжилась до полудня 1 сентября, в силу того что пароход встал на якоря на значительном расстоянии от берега.
С полудня 31 августа для погрузки коней был предоставлен и пароход «Эон».
Были погружены 700 рослых коней и 80 мулов используемых для транспортировки пулемётов и орудий, а также 150 низкорослых коней.
В силу нехватки морских транспортных средств, штаб армии разрешил оставить остальных животных в Чесме.
Однако предвидя вероятность продолжения войны во Фракии и учитывая то что в самой Греции уже не оставалось коней для реорганизации кавалерии, штаб Дивизии запросил штаб Армии не оставлять низкорослых коней 3го полка в Чешме.
Так 3й полк погрузился 2 сентября на пароход со всеми располагаемыми им конями, за исключением вьючных.
Пароходы, со штабом Дивизии, 1 м и 2 м кавалерийскими полками и конным дивизионом артиллерии вышли из Чесмы в полдень 1 сентября и прибыли в Пирей 2 сентября.
3й полк был первоначально переправлен на Хиос, а затем, вместе с другими частями, также прибыл в Пирей.
Так в Афинах собрались все части Кавалерийской дивизии, кроме эскадрона Пападиамантопулоса (Ιй эскадрон 1го полка).
Этот эскадрон 16 августа был переправлен морем из Фракии в Муданья, где принял участие прикрытии отхода к Панормос III корпуса.

## Отход и эвакуация III корпуса армии
События вокруг III корпуса не связаны прямым образом с сражением при Думлупынаре, но являются его следствием.
В силу протяжённости фронта, только 1/3 часть Малозийской армии приняла участие в отражении турецкого наступления и то не одновременно.
Судьба Малой Азии была решена борьбой только 3 дивизий (Ι, IV и VΙΙ), принявших основной удар. Из 12 дивизий Малозийской армии 8 не приняли участие в отражении наступления и были вовлечены в бои постепенно, при отступлении.
19 августа/1 сентября, через 6 дней после начала турецкого наступления, Хадзианестис «вспомнил», что на севере находился III Корпус, который без его приказа остался безучастным наблюдателем сражения на юге.
Одним из последних приказов до своего смещения, Хадзианестис приказал III Корпусу отойти к портам Мраморного моря.
III корпус генерала П. Сумиласа (III, X, XI дивизии) был вне событий. Из трёх его дивизий XI дивизия была наиболее отдалённой от фронта и контролировала регион Киоса.
Лишь прикреплённая к III корпусу «Отдельная дивизия» 16 августа передала свой 52-й полк корпусу и начала рейд по тылам наступающей турецкой армии.
19 августа III корпус оставил Эскишехир, разрушая склады и железную дорогу. В марше корпуса к морю, за ним последовало христианское население региона.
XI дивизия начала отход с опозданием в 4 критических, как оказалось впоследствии для её судьбы дня, 22 августа.
III и X дивизии, отступая, сдержали наступление турок на высотах Ковалджи, а затем, 23 августа, прорвали турецкую «оборонительную» линию Бурсы, и вышли к Мраморному морю.
XI дивизия дала бой за железнодорожный узел Каракёй, что дало время для бегства христианского населения.
Для эвакуации корпуса регион располагал портами Муданья, Гемлик и Панормос.
Панормос находился на расстоянии 90 км, но располагал бо́льшими возможностями нежели ближайшие Муданья и Гемлик.
Было принято решение посадки в Паноромос и Артаки на полуострове Кизика, перешеек которого можно было оборонять малыми силами.
27 августа/9 сентября, в день вступления турок в Смирну, был получен приказ посадки на суда.
В тот же день, отряд полковника Зираса отразил атаку турок у Муданьи. Поскольку французские власти запретили ему вступить в город, 28 августа отряд Зираса, вместе с приданным XI дивизии 52-м полком обошли город с запада и соединились с III и X дивизиями корпуса.
Однако XI дивизия, отступая севернее Бурсы в горах, потеряла контакт с III корпусом.
Тем временем турецкие кавалерийские части вклинились в брешь между XI и X дивизиями и окружение первой стало вопросом времени.
На подходе к Муданья комдив XI дивизии Н. Кладас, встретил сотню французских моряков, командир которой заявил, что французские власти не разрешают ему вступить в город.
Подтверждая поворот политики Франции по отношению к своему союзнику, Д. Хортон и историк В. С. Дэвис (William Stearns Davis) свидетельствуют, что турецкое наступление августа 1922 года в Вифинии, то есть в районе действия XI дивизии, было произведено с использованием французских боеприпасов и при участии французских советников:171, несмотря на то, что в 1920 году турки «вероломным образом» вырезали французский гарнизон в Урфе:174.
Следовавшие с дивизией, 25 тыс. беженцев стали просачиваться в город, надеясь на защиту французского флага.
Кладас оставался нерешительным и впоследствии обвинялся своими солдатами, что любой ефрейтор командовал бы дивизией лучше чем Кладас, что как минимум он (ефрейтор) повернул бы дивизию к Панормос.
Другие пишут, что непонятно чего Кладас испугался — 100 моряков, которых без труда можно было опрокинуть.
Сегодня немногие голоса пытаются оправдать Кладаса и только в последнем предположении, считая, что кроме политических последствий, он не мог вступить в столкновение с союзниками, в то время как беженцы искали защиту французского флага.
Кладас ждал ответа штаба корпуса и медлил. Дивизия тронулась в путь утром 29 августа. Но было уже поздно.
Блокированная на равнине перед Муданья, XI дивизия стала обстреливаться артиллерией XIX турецкой дивизии.
30 августа Кладас, через французов, согласовал условия сдачи дивизии туркам.
Однако половина состава дивизии, включая 400 черкесских кавалеристов, воевавших на стороне греческой армии, отказалась следовать за комдивом, последовала за начальником штаба Н. Стаcиосом и прорвалась к Панормос.
С Кладасом осталось не более 4 тыс. солдат и офицеров. Многие из них отказались сдаться и группами пробились через турецкие линии. Те что выбрались в Муданья были арестованы французами и переданы туркам, как и немногие солдаты добравшиеся вплавь до французских кораблей на рейде города.
Подводя итог действиям Кладаса, генерал Спиридонос пишет: «III корпус располагал лучшей из всех наших дивизий, „Отдельной дивизией“ и наихудшей из всех прочих, XI дивизией, которая под бессмысленным командованием и разложенная была сдана врагу….»:187.
Остальные две дивизии корпуса и половина состава XI дивизии успешно эвакуировались через Панормос в Восточную Фракию.
Последней частью на азиатском берегу оставался 1й эскадрон 1го кавалерийского полка, который по получении приказа прибыл в Панормос и, под прикрытием кораблей греческого флота, вместе с конями был погружен на суда и переправлен в Редестос на фракийском берегу.
Это было завершение эвакуации Экспедиционной армии из Малой Азии.

### Черкесские кавалеристы в Малоазийской армии

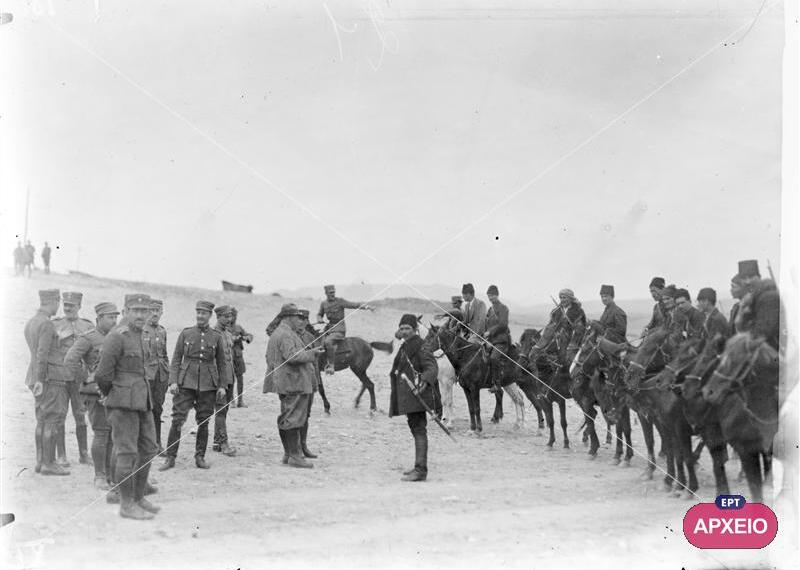
Черкесские кавалеристы с офицерами XI дивизии греческой Малоазийской армии.

Отмеченные в эпизоде эвакуации III корпуса 400 черкесских кавалеристов, воевавших на стороне греческой армии против кемалистов в составе XI дивизии, не только превышали в числах греческий Ιй эскадрон 1го кавалерийского полка прикрывавший отход III корпуса, но были соизмеримы в числах с греческой Кавалерийской дивизией.
Хотя участие черкесских кавалеристов в войне на стороне греческой армии упоминается в работах греческих и иностранных историков,, этот вопрос слабо освещён в историографии.
Не располагаем также информацией если черкесские кавалеристы воевали когда либо в составе собственно греческой кавалерии — то есть в составе Кавалерийской бригады или Кавалерийской дивизии, но однозначно воевали в составе XI дивизии.
XI дивизия действовала в Вифинии, где в период 1920—1921 годов, в ходе
резни в Изникско — Измитском регионе, кемалистами были совершены массовые убийства не только христианского (греческого и армянского) населения, но и мусульманских меньшинств (черкесов, абхазов, лазов), как и собственно турецкого населения, остававшегося лояльным правительству султана.
Однако участие черкесов, в частности черкесcких кавалеристов, в военных действиях против кемалистов отмечено на всей территории запада Малой Азии.

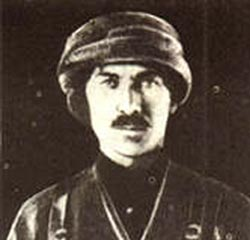
Этхем-черкес.

Выделяются два эпизода — восстание Ахмеда Азнавура (октябрь 1919 — ноябрь 1920), а затем переход на сторону греческой армии Этхем-черкеса, вместе со своим кавалерийским отрядом и последующее восстание Этхема (Çerkez Ethem Ayaklanması), которое продлилось до января 1921 года.
В обоих случаях, после поражения восстаний, многие из его участников продолжили войну на стороне греческой армии.

## Кавалерия в составе Армии Эвроса
После эвакуации из Малой Азии 1й, 2й и 3й кавалерийские полки были реорганизованы, каждый полк состоял из 4 ил и артиллерийской батареи.
Полки расположились в Восточной Македонии и Фракии.
Малоазийская катастрофа вызвала антимонархистское восстание армии сентября 1922 года.
В октябре чрезвычайный трибунал приговорил к смерти Д. Гунариса, четырёх его министров и командующего Хадзианестиса:359.
После сентябрьской революции командование Кавалерийской дивизией принял полковник Георгий Скандалис..
Поскольку мирное соглашение ещё не было подписано и возобновление военных действий не просто не исключалось, но было на повестке дня, одной из первоочерёдных задач Революционного правительства было усиление пограничной, так называемой «Армии Эвроса». Под руководством генерала Пангалоса, была создана хорошо оснащённая и боеспособная армия в 100 тысяч штыков.
В состав Кавалерийской дивизии, которая была включена в Армию Эвроса, первоначально вошли первые три и, несколько позже, 4й кавалерийский полк.
Английский историк Дуглас Дакин пишет, что если бы в этот момент было бы принято решение о возобновлении военных действий, то армия Эвроса могла бы молниеносно вновь занять Восточную Фракию, дойти до Константинополя, и турки были не в состоянии остановить её:364:397.
Однако Э. Венизелос, возглавивший греческую делегацию на Лозаннской мирной конференции, был склонен положить конец десятилетним войнам страны, использовал Армию Эвроса как угрозу и дипломатическое оружие, но подписался под оставлением Восточной Фракии в пределах нового турецкого государства.
После того как Венизелос поставил свою подпись под соглашением, адмирал А. Хадзикирьякос и генерал Пангалос послали Венизелосу следующую телеграмму «Мы вынуждены принять, ради чести Греции, это решение, несмотря на то, что оно было принято вразрез с чётким письменным указанием министру иностранных дел. Командующие армии и флота скорбят со вчерашнего дня и более не доверяют делегации»:398.
23 июля 1923 года был подписан Лозаннский мир. Эта дата положила конец военному десятилетию 1912 −1922 годов. В том что касается Греческой кавалерии, эта дата стала концом целой эпохи, эпохи «массовой кавалерийской атаки».